# Halálozások 2015-ben
Ez a szócikk a 2015-ben elhunyt nevezetes személyeket sorolja fel.

## December
| Dátum                | Név                    | Foglalkozás / tisztség                                                                            | Kor | Forrás          |
| -------------------- | ---------------------- | ------------------------------------------------------------------------------------------------- | --- | --------------- |
| december 31.         | Natalie Cole           | amerikai énekesnő, dalszerző                                                                      | 065 |                 |
| december 31.         | Steve Gohouri          | elefántcsontparti labdarúgó                                                                       | 034 |                 |
| december 31.         | Wayne Rogers           | amerikai színész                                                                                  | 082 |                 |
| december 30.         | Howard Davis           | olimpiai- (1976) és világbajnok (1974) amerikai ökölvívó                                          | 059 |                 |
| december 30. (k. n.) | Duck Zoltán            | kézilabdázó (Győri ETO FKC)                                                                       | 086 |                 |
| december 29.         | Kim Janggon            | észak-koreai politikus                                                                            | 073 |                 |
| december 29.         | Elżbieta Krzesińska    | olimpiai bajnok (1956) lengyel atlétanő                                                           | 081 |                 |
| december 29.         | Pavel Srníček          | Európa-bajnoki ezüstérmes (1996) cseh labdarúgó                                                   | 047 |                 |
| december 29. (k. n.) | Vass Ferenc            | labdarúgó (Szegedi EAC)                                                                           | 068 |                 |
| december 28.         | John Bradbury          | angol dobos (The Specials)                                                                        | 062 |                 |
| december 28.         | Lemmy Kilmister        | angol énekes, basszusgitáros, a Motörhead alapítója                                               | 070 |                 |
| december 28.         | Ian Murdock            | német származású amerikai informatikus, a Debian alapítója                                        | 042 |                 |
| december 28.         | Ördög Ferenc           | állami díjas nyelvész, egyetemi docens, a Magyar Tudományos Akadémia doktora                      | 082 |                 |
| december 27.         | Bökönyi István         | altábornagy, a BVOP országos parancsnoka (1999–2006)                                              | 070 |                 |
| december 27.         | Stein Eriksen          | olimpiai bajnok (1952), háromszoros világbajnok (1954) norvég alpesisíző                          | 088 |                 |
| december 27.         | Ellsworth Kelly        | amerikai absztrakt festő, szobrász                                                                | 092 |                 |
| december 27.         | Meadowlark Lemon       | amerikai kosárlabdázó (Harlem Globetrotters)                                                      | 083 |                 |
| december 27.         | Alfredo Pacheco        | salvadori válogatott labdarúgó                                                                    | 033 |                 |
| december 27.         | Samu Mihály            | jogtudós, egyetemi tanár, az MTA doktora                                                          | 086 |                 |
| december 27.         | Haskell Wexler         | kétszeres Oscar-díjas amerikai operatőr (Száll a kakukk fészkére), dokumentumfilm-rendező         | 093 |                 |
| december 26.         | Bősze György           | Déryné- és Aase-díjas színművész                                                                  | 074 |                 |
| december 25.         | Zahrán Allús           | szíriai katona, felkelő, az Iszlám Hadsereg vezetője                                              | 044 |                 |
| december 25.         | George Clayton Johnson | amerikai író (Logan futása, Alkonyzóna, Star Trek)                                                | 086 |                 |
| december 25.         | Elvin Ordubadlı        | azeri énekes (2014-es Türkvíziós Dalfesztivál)                                                    | 026 |                 |
| december 25.         | Jason Wingreen         | amerikai színész                                                                                  | 095 |                 |
| december 24.         | Bánhegyi László        | Európa-bajnok (1955) kosárlabdázó                                                                 | 084 |                 |
| december 24.         | Korn József            | a Budapesti Zsidó Hitközség elnöke (1995–1999)                                                    | 068 |                 |
| december 24.         | Kulcsár Antal          | öttusa-mesteredző                                                                                 | 065 |                 |
| december 23.         | Hocine Aït Ahmed       | algériai politikus, a Szocialista Erők Frontja alapítója és vezetője                              | 089 |                 |
| december 23.         | Andriska Vilmos        | labdarúgó (Dunaújvárosi Kohász), edző                                                             | 079 |                 |
| december 23.         | Alfred G. Gilman       | amerikai Nobel-díjas farmakológus, biokémikus                                                     | 074 |                 |
| december 23.         | Don Howe               | angol labdarúgó, edző                                                                             | 080 |                 |
| december 23.         | László János           | vállalkozó, a Magyar Kerékpárosklub alapító elnöke                                                | 066 |                 |
| december 23.         | Bülent Ulusu           | török politikus, miniszterelnök (1980–1983)                                                       | 092 |                 |
| december 21.         | Dejan Brđović          | olimpiai bronzérmes (1996) szerb röplabdázó                                                       | 049 |                 |
| december 21.         | Vilgot Larsson         | svéd jégkorongozó                                                                                 | 083 |                 |
| december 21.         | Marosi Barna           | erdélyi magyar író, újságíró                                                                      | 084 |                 |
| december 19.         | Szamir Kantar          | libanoni gyermekgyilkos, katona, a Hezbollah tagja                                                | 053 |                 |
| december 19.         | Kurt Masur             | német karmester                                                                                   | 088 |                 |
| december 19.         | Dickie Moore           | kanadai jégkorongozó, 6-szoros Stanley-kupa-győztes, HHOF-tag                                     | 084 |                 |
| december 19.         | Karin Söder            | svéd politikus, volt miniszter, pártvezető                                                        | 087 |                 |
| december 18.         | Carlo De Mejo          | olasz színész (Teoréma, Zombik városa)                                                            | 070 |                 |
| december 18.         | Léon Mébiame           | gaboni politikus, miniszterelnök (1975–1990)                                                      | 081 |                 |
| december 18.         | Varga László           | tanár, szakszervezeti vezető (SZEF, PSZ)                                                          | 062 |                 |
| december 17.         | Kurucz Gyula           | író, szerkesztő, műfordító, pedagógus                                                             | 072 |                 |
| december 17.         | Szekér Gyula           | vegyészmérnök, politikus, nehézipari miniszter (1971–1975)                                        | 090 |                 |
| december 16.         | Simicz József          | politikus, Deszk polgármestere (1994–2010)                                                        | 070 |                 |
| december 15.         | Benkó Sándor           | Kossuth-díjas klarinétművész, zenekarvezető, villamosmérnök                                       | 075 |                 |
| december 15.         | Ken Pogue              | kanadai színész                                                                                   | 081 |                 |
| december 15.         | Skultéty Csaba         | író, újságíró (Szabad Európa Rádió, Trianoni Szemle), Nagykapos díszpolgára                       | 094 |                 |
| december 15. (k. n.) | Faludi Dezső           | labdarúgó (Csepel SC)                                                                             | 076 |                 |
| december 14.         | Papócsi László         | állatorvos, miniszterhelyettes, vezérigazgató, egyetemi tanár                                     | 075 |                 |
| december 14.         | Vadim Tiscsenko        | olimpiai bajnok (1988) szovjet-ukrán labdarúgó, edző                                              | 052 |                 |
| december 12.         | Frans Geurtsen         | válogatott holland labdarúgó                                                                      | 073 |                 |
| december 12.         | Rose Siggins           | amerikai színésznő (Amerikai Horror Story: Rémségek cirkusza)                                     | 043 |                 |
| december 11.         | Kertész József         | jégkorongozó olimpikon (1964)                                                                     | 075 |                 |
| december 11.         | Jiří Paďour            | cseh püspök, České Budějovice püspöke (2002–2014)                                                 | 072 |                 |
| december 11.         | Papp Albert            | festőművész, az Apor Vilmos Katolikus Főiskola docense, az Új Forrás művészeti szerkesztője       | 076 |                 |
| december 11.         | Szikura József         | biológus, botanikus, a II. Rákóczi Ferenc Kárpátaljai Magyar Főiskola rektora, az MTA külső tagja | 083 |                 |
| december 11. (k. n.) | Foma Jermakov          | udmurt kritikus, irodalomtudós, az irodalomtudományok kandidátusa                                 | 087 |                 |
| december 10.         | Radics Jenőné          | gimnáziumi tanár, író, irodalomtörténész                                                          | 088 |                 |
| december 10.         | Dolph Schayes          | amerikai kosárlabdázó, edző                                                                       | 087 |                 |
| december 9.          | Ács Irén               | fotográfus                                                                                        | 091 |                 |
| december 9.          | Vidákovics Antal       | Harangozó Gyula-díjas magyarországi horvát táncművész, koreográfus, színházigazgató, rendező      | 068 |                 |
| december 9. (k. n.)  | Csernok Attila         | közgazdász, író                                                                                   | 085 |                 |
| december 8.          | Hajdu Sándor           | főiskolai docens, tankönyvíró                                                                     | 076 |                 |
| december 8.          | Alan Hodgkinson        | válogatott angol labdarúgó                                                                        | 079 |                 |
| december 8. (k. n.)  | Nádor Ilona            | fotóművész, újságíró                                                                              | 091 |                 |
| december 7.          | Gerhard Lenski         | amerikai szociológus                                                                              | 091 |                 |
| december 7.          | Rrok Mirdita           | albán katolikus főpap, Tirana érseke                                                              | 076 |                 |
| december 7.          | Plósz Katalin          | szerzetes, tanár, fizikatörténész                                                                 | 076 |                 |
| december 7.          | Peter Westbury         | brit autóversenyző                                                                                | 077 |                 |
| december 6.          | Bán Sándor             | tájfutó, edző                                                                                     | 074 |                 |
| december 6.          | Berlász Jenő           | történész, könyvtáros, levéltáros, egyetemi tanár, az MTA doktora, Ferencváros díszpolgára        | 104 |                 |
| december 6.          | Mike Mangold           | amerikai műrepülő versenyző                                                                       | 060 |                 |
| december 6.          | Nicholas Smith         | angol színész                                                                                     | 081 |                 |
| december 6.          | Szabó Zoltán           | Széchenyi-díjas szívsebész, az első sikeres magyar szívtranszplantáció elvégzője                  | 086 |                 |
| december 5.          | Markku Häkkinen        | finn botanikus                                                                                    | 069 |                 |
| december 5.          | William McIlvanney     | skót költő, író (A nagy ember)                                                                    | 079 |                 |
| december 5.          | Dimitar Popov          | Bulgária miniszterelnöke (1990–1991)                                                              | 088 |                 |
| december 5.          | Rubin Tibor            | magyar zsidó származású holokauszttúlélő, amerikai katona                                         | 086 |                 |
| december 4.          | Robert Loggia          | amerikai színész (Lost Highway, A függetlenség napja, A sebhelyesarcú)                            | 085 |                 |
| december 4.          | Mészáros Gyula         | erdőmérnök, történész                                                                             | 0?  | [ halott link ] |
| december 4.          | Takács Lajos           | amerikai-magyar matematikus, egyetemi tanár, az MTA tagja                                         | 091 |                 |
| december 3.          | Szabó Károly           | vegyészmérnök, növényvédelmi szakember, diplomata                                                 | 092 |                 |
| december 3.          | Scott Weiland          | amerikai énekes (Stone Temple Pilots, Velvet Revolver)                                            | 048 |                 |
| december 2.          | Gabriele Ferzetti      | olasz színész (Volt egyszer egy Vadnyugat, Őfelsége titkosszolgálatában)                          | 090 |                 |
| december 2.          | Juhász Ferenc          | Kossuth-díjas költő, a Nemzet Művésze                                                             | 087 |                 |
| december 2.          | Ernst Larsen           | olimpiai bronzérmes (1956) norvég atléta, futó                                                    | 089 |                 |
| december 1.          | Jim Loscutoff          | amerikai kosárlabdázó (Boston Celtics)                                                            | 085 |                 |

## November
| Dátum                | Név                     | Foglalkozás / tisztség                                                                         | Kor | Forrás          |
| -------------------- | ----------------------- | ---------------------------------------------------------------------------------------------- | --- | --------------- |
| november 30.         | Csávossy György         | romániai magyar költő, drámaíró, egyetemi tanár, mezőgazdasági szakíró, Nagykároly díszpolgára | 090 |                 |
| november 30.         | Eldar Rjazanov          | szovjet-orosz filmrendező                                                                      | 088 |                 |
| november 29.         | Dóra Ottó               | politikus (MSZP), Salgótarján polgármestere                                                    | 053 |                 |
| november 29.         | Szenes Endréné          | vegyészmérnök, gazdasági mérnök, egyetemi oktató                                               | 087 |                 |
| november 28.         | Gerry Byrne             | világbajnok (1966) angol labdarúgó                                                             | 077 |                 |
| november 28.         | Tahir Elçi              | kurd ügyvéd, emberjogi aktivista                                                               | 049 |                 |
| november 28.         | Frühling János          | orvos, onkológus, az MTA külső tagja                                                           | 078 |                 |
| november 28.         | Krasznai János          | válogatott jégkorongozó, kamionversenyző                                                       | 063 |                 |
| november 27.         | Barbro Hiort af Ornäs   | svéd színésznő                                                                                 | 094 |                 |
| november 27.         | Pataki Ferenc           | Széchenyi-díjas szociálpszichológus, egyetemi tanár, az MTA rendes tagja                       | 087 |                 |
| november 27.         | Soós Angéla             | erdélyi magyar színésznő, előadóművésznő                                                       | 086 |                 |
| november 26.         | Koller Gyula            | szlovákiai magyar plébános, pápai prelátus, fordító, főszerkesztő                              | 094 |                 |
| november 26.         | Alekszander Kukarin     | világbajnok (2015) orosz öttusázó                                                              | 022 |                 |
| november 25.         | Csapó János             | Déryné-díjas színművész                                                                        | 091 |                 |
| november 25.         | Fejér Miklós            | vendéglős, Óbuda-Békásmegyer díszpolgára                                                       | 088 |                 |
| november 25.         | Kiss László             | kosárlabdázó, játékvezető, testnevelő tanár                                                    | 056 |                 |
| november 25.         | Elmo Williams           | Oscar-díjas amerikai vágó, producer                                                            | 102 |                 |
| november 25. (k. n.) | Séd Gábor               | restaurátor, egyetemi tanár                                                                    | 061 |                 |
| november 24.         | Zdeněk Humhal           | olimpiai ezüstérmes (1964) csehszlovák válogatott cseh röplabdázó                              | 081 |                 |
| november 24.         | Varga Győző             | grafikusművész                                                                                 | 086 |                 |
| november 24.         | Veresné Simon Ida       | a Dunamelléki Református Nőszövetség elnökhelyettese                                           | 069 |                 |
| november 23.         | Fórián-Szabó Zoltán     | piarista szerzetes, tanár, plébános                                                            | 074 |                 |
| november 23.         | Kisfalussy Bálint       | romániai magyar színész, rendező, zeneszerző, dalszerző, slágerénekes                          | 076 |                 |
| november 23.         | Douglass North          | Nobel-emlékdíjas amerikai közgazdász                                                           | 095 |                 |
| november 23.         | Cynthia Robinson        | amerikai zenész (Sly and the Family Stone)                                                     | 069 |                 |
| november 23.         | Otto Schaden            | amerikai egyiptológus                                                                          | 078 |                 |
| november 22.         | Kim Jongszam            | dél-koreai politikus, Dél-Korea elnöke (1993–1998)                                             | 087 |                 |
| november 22.         | Kőváry E. Péter         | újságíró, író, főszerkesztő (Békés Megyei Nap), kiadóigazgató                                  | 068 |                 |
| november 22.         | Valentyin Mogilnij      | világbajnok szovjet-orosz tornász                                                              | 049 |                 |
| november 21.         | Bob Foster              | amerikai ökölvívó                                                                              | 076 | [ halott link ] |
| november 21.         | Zoran Ubavič            | válogatott szlovén labdarúgó                                                                   | 050 |                 |
| november 19.         | Bíró Miklós             | Kossuth- és Balázs Béla-díjas operatőr, egyetemi tanár                                         | 082 |                 |
| november 19.         | Herbst János            | labdarúgó, vállalkozó, országgyűlési képviselő (1998–2002)                                     | 059 |                 |
| november 19.         | Majoros István          | balettművész, koreográfus, táncpedagógus, rendező                                              | 069 |                 |
| november 18.         | Abdelhamid Abaaoud      | arab származású belga terrorista, a novemberi párizsi terrortámadás kitervelője                | 027 |                 |
| november 18.         | Krasznay Béla           | a Recski Szövetség országos elnöke                                                             | 092 |                 |
| november 18.         | Jonah Lomu              | új-zélandi rögbijátékos                                                                        | 040 |                 |
| november 18.         | Mal Whitfield           | háromszoros olimpiai bajnok (1948, 1952) amerikai futó                                         | 091 |                 |
| november 18. (k. n.) | Papp József             | birkózó, ökölvívó, a Somogyi Sportmúzeum alapítója                                             | 074 |                 |
| november 17.         | Simonné Berta Krisztina | a Belügyminisztérium európai uniós és nemzetközi helyettes államtitkára                        | 062 |                 |
| november 17.         | Wampetich Nándor        | magyar színész                                                                                 | 092 |                 |
| november 17. (k. n.) | Fekete Béla             | válogatott kézilabdázó, edző                                                                   | 067 |                 |
| november 16.         | David Canary            | amerikai színész (All My Children)                                                             | 077 |                 |
| november 16.         | Bert Olmstead           | kanadai jégkorongozó, Stanley-kupa-győztes, HHOF-tag                                           | 089 |                 |
| november 15.         | Bérczes József          | ökölvívó, edző                                                                                 | 077 |                 |
| november 15.         | Ayşe Dittanova          | krími tatár színésznő                                                                          | 097 |                 |
| november 15.         | Saeed Jaffrey           | indiai származású brit színész (Aki király akart lenni)                                        | 086 |                 |
| november 15.         | Moira Orfei             | olasz színésznő, artista, cirkuszigazgató                                                      | 083 |                 |
| november 14.         | Boda András             | zenész, hangmérnök (Moby Dick)                                                                 | 046 |                 |
| november 12.         | Lucian Bălan            | válogatott román labdarúgó                                                                     | 056 |                 |
| november 12.         | Mohammed Emwazi         | arab származású brit katona, terrorista (Iszlám Állam)                                         | 027 |                 |
| november 12.         | Fülöp Márton            | válogatott labdarúgó                                                                           | 032 |                 |
| november 12.         | Ribári Ottó             | fül-orr-gége orvos, sebész, professzor                                                         | 083 |                 |
| november 12.         | Várhidi Pál             | olimpiai bronzérmes (1960) labdarúgó, edző                                                     | 084 |                 |
| november 11.         | Nathaniel Marston       | amerikai sorozatszínész, producer                                                              | 040 |                 |
| november 11.         | Phil Taylor             | angol zenész, a Motörhead együttes korábbi dobosa (1975–1984, 1987–1992)                       | 061 |                 |
| november 10.         | Gene Amdahl             | amerikai számítógép-tervező                                                                    | 092 |                 |
| november 10.         | André Glucksmann        | francia filozófus, író                                                                         | 078 |                 |
| november 10.         | Györffy Rózsa           | színésznő, írónő                                                                               | 092 |                 |
| november 10.         | Klaus Roth              | német születésű Fields-érmes brit matematikus                                                  | 090 |                 |
| november 10.         | Helmut Schmidt          | német szociáldemokrata politikus, az NSZK kancellárja (1974–1982)                              | 096 |                 |
| november 10.         | Laurent Vidal           | francia triatlonista                                                                           | 031 |                 |
| november 9.          | Gyarmati István         | zongoraművész                                                                                  | 071 |                 |
| november 9.          | Kósa Endre              | erdélyi magyar jégkorongozó                                                                    | 040 |                 |
| november 9.          | Allen Toussaint         | amerikai R&B-, soul- és blueszenész, énekes, zongorista, zeneszerző                            | 077 |                 |
| november 9.          | Andy White              | angol zenész, dobos (Beatles: Love Me Do)                                                      | 085 |                 |
| november 8.          | Kobzos Kiss Tamás       | énekes, hangszeres zenész, zenetanár                                                           | 065 |                 |
| november 8.          | Lina Medina             | perui asszony, a valaha volt legfiatalabb anya                                                 | 082 |                 |
| november 8.          | Szabó László            | újságíró, műsorvezető (Kékfény)                                                                | 084 |                 |
| november 7.          | Gunnar Hansen           | izlandi születésű amerikai színész (A texasi láncfűrészes mészárlás)                           | 068 |                 |
| november 7.          | Jichák Návón            | izraeli politikus, államelnök (1978–1983), majd miniszterelnök-helyettes, oktatási miniszter   | 094 |                 |
| november 6.          | Bobby Campbell          | angol labdarúgó, edző                                                                          | 078 |                 |
| november 6.          | Kerny Terézia           | művészettörténész                                                                              | 057 |                 |
| november 6.          | Karel Mejta             | olimpiai bajnok (1952) cseh evezős                                                             | 087 |                 |
| november 6.          | Ri Ulszol               | észak-koreai háborús veterán, partizán, a Koreai Néphadsereg marsallja                         | 094 |                 |
| november 6.          | Vermes István           | hollandiai magyar orvos, az MTA külső tagja                                                    | 069 |                 |
| november 5.          | Nora Brockstedt         | norvég énekesnő                                                                                | 092 |                 |
| november 5.          | Czesław Kiszczak        | lengyel kommunista politikus, miniszterelnök (1989)                                            | 090 |                 |
| november 5. (k. n.)  | Marina Pankova          | olimpiai bajnok (1988) orosz röplabdázó                                                        | 052 |                 |
| november 4.          | René Girard             | francia történész, irodalomkritikus, antropológus, társadalomfilozófus                         | 091 |                 |
| november 4.          | Gombos Éva              | opera-énekesnő (mezzoszoprán), énektanár                                                       | 082 |                 |
| november 4.          | Horváth Károly          | előadóművész, zeneszerző                                                                       | 065 |                 |
| november 4.          | Melissa Mathison        | amerikai forgatókönyvíró (E. T., a földönkívüli)                                               | 065 |                 |
| november 4.          | Szemes László           | sportvezető, egyetemi docens                                                                   | 079 |                 |
| november 3.          | Judy Cassab             | magyar származású ausztrál festőművész, grafikus                                               | 095 |                 |
| november 3.          | Fenyvesi Csaba          | háromszoros olimpiai bajnok vívó (1968, 1972), orvos, sportvezető                              | 072 |                 |
| november 2.          | Kovács Judit            | hatszoros magyar bajnok úszó                                                                   | 046 |                 |
| november 1.          | Jakó Géza               | amerikai magyar orvos, onkológus, az MTA külső tagja                                           | 085 |                 |
| november 1.          | Günter Schabowski       | német újságíró, kommunista politikus, az NDK-államvezetés tagja                                | 086 |                 |
| november 1.          | Rudolf Scheurer         | svájci nemzetközi labdarúgó-játékvezető                                                        | 090 |                 |
| november 1.          | Fred Thompson           | amerikai politikus, színész                                                                    | 073 |                 |

## Október
| Dátum               | Név                    | Foglalkozás / tisztség                                                           | Kor | Forrás |
| ------------------- | ---------------------- | -------------------------------------------------------------------------------- | --- | ------ |
| október 31.         | Ants Antson            | szovjet színekben olimpiai bajnok (1964) észt gyorskorcsolyázó                   | 076 |        |
| október 30.         | Sinan Şamil Sam        | világbajnok török ökölvívó                                                       | 041 |        |
| október 30.         | Várdai Valu Ferenc     | amerikai-magyar zeneszerző, szövegíró                                            | 090 | [ 2 ]  |
| október 30.         | Várhelyi Csaba         | erdélyi magyar kémikus, szakíró, egyetemi tanár                                  | 090 | [ 3 ]  |
| október 28.         | Nicolás Fuentes        | válogatott perui labdarúgó                                                       | 073 |        |
| október 28.         | Kálmán Attila          | tanár, iskolaigazgató, országgyűlési képviselő (1990–94), államtitkár            | 077 |        |
| október 27. (k. n.) | Nagy Károly            | magyar bajnok labdarúgó                                                          | 079 |        |
| október 25.         | Scott Marshall         | amerikai valóságshow-nyertes (Tetováló mesterek)                                 | 041 |        |
| október 24.         | Maureen O’Hara         | ír származású amerikai színésznő (A nyugodt férfi, Hová lettél, drága völgyünk?) | 095 |        |
| október 23.         | Paride Tumburus        | olasz válogatott labdarúgó, hátvéd                                               | 076 |        |
| október 23.         | Ljubov Tyurina         | olimpiai bajnok (1972) szovjet röplabdázó                                        | 072 |        |
| október 22.         | Juan Ferrer            | olimpiai ezüstérmes (1980) kubai cselgáncsozó                                    | 060 |        |
| október 22.         | Thiering György        | tájfutó                                                                          | 081 |        |
| október 21.         | Peter Baldwin          | brit színész                                                                     | 082 |        |
| október 21.         | Marty Ingels           | amerikai színész                                                                 | 079 |        |
| október 20.         | Ozsváth András         | sakkozó, FIDE mester                                                             | 086 |        |
| október 19.         | Ena Kadić              | boszniai születésű osztrák modell (Miss Ausztria 2013)                           | 026 |        |
| október 18.         | Franklin April         | válogatott namíbiai labdarúgó                                                    | 030 |        |
| október 18.         | Gamál al-Gítáni        | egyiptomi író                                                                    | 070 |        |
| október 18.         | Frank Watkins          | amerikai basszusgitáros (Obituary)                                               | 047 |        |
| október 17.         | Danièle Delorme        | francia színésznő, filmproducer, színházigazgató                                 | 089 |        |
| október 17.         | Howard Kendall         | angol labdarúgó, edző                                                            | 069 |        |
| október 16.         | Mihail Burcev          | kétszeres olimpiai bajnok (1976, 1980), hatszoros világbajnok szovjet kardvívó   | 059 |        |
| október 14.         | Nurlan Balgimbajev     | kazah politikus, miniszterelnök (1997–1999)                                      | 067 |        |
| október 13.         | Adonyi Nagy Mária      | költő, újságíró, műfordító                                                       | 064 |        |
| október 13.         | Kádár Gyula            | történész, erdélyi magyar helytörténész                                          | 062 |        |
| október 12.         | Sergio Caprari         | olimpiai ezüstérmes (1952) olasz ökölvívó                                        | 083 |        |
| október 11.         | Varga Koritár László   | újságíró, riporter, televíziós szerkesztő                                        | 060 |        |
| október 11.         | Dominga Velasco        | mexikói korrekorder                                                              | 114 |        |
| október 10.         | Jim Diamond            | skót énekes, dalszerző                                                           | 064 |        |
| október 10.         | Farkasinszki Imre      | labdarúgóedző                                                                    | 090 |        |
| október 10.         | Richard F. Heck        | Nobel-díjas amerikai kémikus                                                     | 084 |        |
| október 9.          | Badal János            | filmoperatőr (Rákóczi hadnagya)                                                  | 088 |        |
| október 9.          | Leny Escudero          | francia színész, énekes, dalszerző                                               | 082 |        |
| október 9.          | Geoffrey Howe          | brit politikus, pénzügyminiszter (1979–1983), külügyminiszter (1983–1989)        | 088 |        |
| október 8.          | Nemeskürty István      | Széchenyi-díjas és Kossuth-nagydíjas író, irodalom- és filmtörténész             | 090 |        |
| október 8.          | Szőke Lajos            | szobrászművész                                                                   | 103 |        |
| október 7.          | Dominique Dropsy       | válogatott francia labdarúgó                                                     | 063 |        |
| október 7.          | Harry Gallatin         | amerikai kosárlabdázó, edző                                                      | 088 |        |
| október 7.          | Gail Zappa             | amerikai üzletasszony, Frank Zappa felesége                                      | 070 |        |
| október 6.          | Christine Arnothy      | magyar származású francia írónő                                                  | 084 |        |
| október 6.          | Göncz Árpád            | József Attila-díjas író, műfordító, politikus, köztársasági elnök (1990–2000)    | 093 |        |
| október 6.          | Lugosi László          | zenész, a Beatrice gitárosa                                                      | 064 |        |
| október 5.          | Chantal Akerman        | belga filmrendező                                                                | 065 |        |
| október 5.          | Flavio Emoli           | válogatott olasz labdarúgó                                                       | 081 |        |
| október 5.          | Henning Mankell        | svéd krimiíró                                                                    | 067 |        |
| október 4.          | Hovhannesz Zanazanján  | olimpiai bronzérmes (1972) szovjet válogatott örmény labdarúgó                   | 068 |        |
| október 3.          | João Leithardt Neto    | olimpiai ezüstérmes (1984) brazil labdarúgó                                      | 057 |        |
| október 2.          | Brian Friel            | ír drámaíró                                                                      | 086 |        |
| október 2.          | Lubomír Lipský         | cseh színész                                                                     | 092 |        |
| október 2. (k. n.)  | Benedek Zoltán         | erdélyi magyar származású osztrák hegymászó                                      | 064 |        |
| október 1.          | Božo Bakota            | jugoszláv válogatott horvát labdarúgó                                            | 065 |        |
| október 1.          | Alfredo Rolando Prieto | amerikai sorozatgyilkos                                                          | 0?  |        |
| október 1.          | Johnny Strange         | amerikai hegymászó, extrémsportoló                                               | 023 |        |

## Szeptember
| Dátum                  | Név                          | Foglalkozás / tisztség                                                             | Kor | Forrás          |
| ---------------------- | ---------------------------- | ---------------------------------------------------------------------------------- | --- | --------------- |
| szeptember 30.         | Kelly Gissendaner            | amerikai gyilkos                                                                   | 047 |                 |
| szeptember 29.         | Sorin Avram                  | válogatott román labdarúgó, edző                                                   | 072 |                 |
| szeptember 29.         | Fodor Imre                   | Marosvásárhely polgármestere (1996–2000)                                           | 078 |                 |
| szeptember 29.         | Hellmuth Karasek             | német újságíró, irodalomkritikus, a színháztudomány professzora                    | 081 |                 |
| szeptember 29.         | Mátray Mihály                | operatőr                                                                           | 084 |                 |
| szeptember 29.         | Turcsány Péter               | író, költő és műfordító                                                            | 064 |                 |
| szeptember 29.         | Phil Woods                   | amerikai jazz-szaxofonos                                                           | 083 |                 |
| szeptember 28.         | Catherine E. Coulson         | amerikai színésznő (Twin Peaks)                                                    | 071 |                 |
| szeptember 28.         | Ignacio Zoco                 | spanyol labdarúgó                                                                  | 076 |                 |
| szeptember 28.         | Vekerdi József               | Széchenyi-díjas nyelvész                                                           | 088 |                 |
| szeptember 27.         | John Guillermin              | brit filmrendező (Pokoli torony, King Kong)                                        | 090 |                 |
| szeptember 26.         | Bódis Irén                   | színművész                                                                         | 086 |                 |
| szeptember 24.         | Ellis Kaut                   | német írónő (Pumukli kalandjai)                                                    | 094 |                 |
| szeptember 24.         | Váradi Katalin               | karmester                                                                          | 067 |                 |
| szeptember 23.         | Horváth Gyula                | Széchenyi-díjas közgazdász                                                         | 064 |                 |
| szeptember 23.         | Sike Lajos                   | erdélyi magyar újságíró, közíró                                                    | 077 |                 |
| szeptember 23.         | Telek Balázs                 | Balogh Rudolf-díjas fotográfus                                                     | 041 |                 |
| szeptember 22.         | Yogi Berra                   | amerikai baseballjátékos, edző, menedzser                                          | 090 |                 |
| szeptember 22.         | Oldřich Zábrodský            | olimpiai ezüstérmes (1948) cseh jégkorongozó                                       | 089 |                 |
| szeptember 22. (k. n.) | Titkos Ervin                 | meteorológus                                                                       | 087 |                 |
| szeptember 21.         | Ivan Dvornij                 | olimpiai bajnok (1972) szovjet válogatott orosz kosárlabdázó                       | 063 |                 |
| szeptember 20.         | Jack Larson                  | amerikai színész, forgatókönyvíró                                                  | 087 |                 |
| szeptember 19.         | Jackie Collins               | angol írónő                                                                        | 077 |                 |
| szeptember 19.         | Todd Ewen                    | kanadai jégkorongozó                                                               | 049 |                 |
| szeptember 18.         | Békés András                 | Kossuth-díjas rendező                                                              | 088 |                 |
| szeptember 18.         | Mario Menéndez               | argentin tábornok                                                                  | 085 |                 |
| szeptember 17.         | Dettmar Cramer               | német labdarúgóedző                                                                | 090 |                 |
| szeptember 17.         | Nelo Risi                    | olasz költő, filmrendező                                                           | 095 |                 |
| szeptember 16.         | Kun Vilmos                   | színművész                                                                         | 089 |                 |
| szeptember 15.         | José María Ortiz de Mendíbil | baszk származású spanyol labdarúgó-játékvezető                                     | 089 |                 |
| szeptember 15.         | Rácz Margit                  | közgazdász                                                                         | 067 |                 |
| szeptember 15. (k. n.) | Takács László                | atlétaedző, egyetemi tanár                                                         | 080 |                 |
| szeptember 14.         | Mészáros György              | olimpiai ezüstérmes (1960) kajakozó                                                | 082 |                 |
| szeptember 14.         | Paweł Sobek                  | lengyel labdarúgó                                                                  | 085 |                 |
| szeptember 14.         | Szabó Miklós                 | menedzser, politikus, Budapest XIII. kerületének polgármestere (1991–1994)         | 070 |                 |
| szeptember 14.         | Corneliu Vadim Tudor         | román politikus                                                                    | 065 |                 |
| szeptember 14.         | Virág Imre                   | matematikus, egyetemi tanár                                                        | 084 |                 |
| szeptember 13.         | László Erzsébet              | festőművész, tanár                                                                 | 065 |                 |
| szeptember 13.         | Moses Malone                 | amerikai kosárlabdázó                                                              | 060 |                 |
| szeptember 13.         | Vivinho                      | brazil labdarúgó, csatár                                                           | 054 |                 |
| szeptember 12.         | Braun András                 | festőművész                                                                        | 047 |                 |
| szeptember 12.         | Ron Springett                | válogatott angol labdarúgó                                                         | 080 |                 |
| szeptember 12.         | Kalevi Wiik                  | finn nyelvész, egyetemi tanár                                                      | 083 |                 |
| szeptember 11.         | Neményi Ádám                 | producer                                                                           | 056 |                 |
| szeptember 10.         | Bondor Erika                 | Szinnyei József-díjas könyvtáros, pedagógus, a Könyvtárostanárok Egyesülete elnöke | 0?  |                 |
| szeptember 10.         | Fodor László                 | újságíró, a Népszava főszerkesztője (1982), országgyűlési képviselő (1985–1990)    | 084 |                 |
| szeptember 10.         | Adrian Frutiger              | svájci betűtervező                                                                 | 087 |                 |
| szeptember 10.         | Bengt Nyholm                 | válogatott svéd labdarúgó                                                          | 085 |                 |
| szeptember 8.          | Bitter Sándor                | motorversenyző                                                                     | 044 |                 |
| szeptember 8.          | Harangozó Teri               | énekesnő                                                                           | 072 |                 |
| szeptember 8. (k. n.)  | Kiss Ferenc                  | olimpiai bronzérmes (1972) birkózó, edző                                           | 073 |                 |
| szeptember 7.          | Csízi Gábor                  | labdarúgó (Diósgyőri VTK)                                                          | 047 |                 |
| szeptember 7.          | Candida Royalle              | amerikai pornószínésznő, producer, rendező                                         | 064 |                 |
| szeptember 7.          | Sipos Ete Álmos              | református lelkész                                                                 | 078 |                 |
| szeptember 6.          | Martin Milner                | amerikai színész                                                                   | 083 |                 |
| szeptember 6.          | Vlagyiszlav Tyimakov         | orosz válogatott vízilabdázó                                                       | 024 |                 |
| szeptember 5.          | Sergio Ciani                 | olasz színész (Herkules Róma ellen; Én is, te is, tigris)                          | 079 |                 |
| szeptember 5.          | Lisztovszki Tünde            | újságíró, műfordító                                                                | 045 |                 |
| szeptember 4.          | Bodi László                  | ausztráliai magyar germanista, az MTA külső tagja                                  | 092 |                 |
| szeptember 4.          | Jancsó Áron                  | betűtervező grafikus                                                               | 029 |                 |
| szeptember 4.          | Max Kruse                    | német író                                                                          | 093 |                 |
| szeptember 4.          | Nagy Pál                     | erdélyi magyar kritikus, szerkesztő, irodalomtörténész                             | 091 |                 |
| szeptember 4.          | Rajmon Árpád                 | kétszeres magyar bajnok cselgáncsozó, edző, bíró                                   | 081 |                 |
| szeptember 3.          | John Noah                    | olimpiai ezüstérmes (1952) amerikai jégkorongozó                                   | 087 |                 |
| szeptember 2. (k. n.)  | Szolnoki Gyula               | labdarúgó, kapus (Debreceni VSC)                                                   | 070 | [ halott link ] |
| szeptember 1.          | Dean Jones                   | amerikai színész (Elsöprő túlerő, A kicsi kocsi kalandjai)                         | 084 |                 |
| szeptember 1.          | Jiří Louda                   | cseh heraldikus                                                                    | 094 |                 |

## Augusztus
| Dátum                 | Név                     | Foglalkozás / tisztség                                                                                      | Kor | Forrás          |
| --------------------- | ----------------------- | --- | --- | --------------- |
| augusztus 31.         | Barbara Brecht-Schall   | német színésznő, Bertolt Brecht örököse és hagyatékának gondozója                                           | 084 |                 |
| augusztus 31.         | Willy Stähle            | világbajnok holland vízisíző                                                                                | 061 |                 |
| augusztus 31.         | Szabó István Mihály     | mikrobiológus, ökológus, egyetemi tanár, az MTA rendes tagja                                                | 090 |                 |
| augusztus 31.         | Iszlam Timurzijev       | Európa-bajnok (2006) orosz ökölvívó                                                                         | 032 |                 |
| augusztus 31. (k. n.) | Juraj Migaš             | szlovák diplomata, Szlovákia magyarországi nagykövete (2004–2009)                                           | 058 |                 |
| augusztus 30.         | Bölcskey Mike Mihály    | rendező, producer                                                                                           | 050 |                 |
| augusztus 30.         | Wes Craven              | amerikai horrorfilm-rendező (Rémálom az Elm utcában, Sikoly)                                                | 076 |                 |
| augusztus 30.         | Oliver Sacks            | brit származású amerikai neurológus                                                                         | 082 |                 |
| augusztus 30.         | Héctor Silva            | uruguayi labdarúgó                                                                                          | 075 |                 |
| augusztus 29.         | Balázs Endre            | amerikai-magyar kémikus, az MTA külső tagja                                                                 | 095 |                 |
| augusztus 29.         | Graham Leggat           | válogatott skót labdarúgó, edző                                                                             | 081 |                 |
| augusztus 28.         | Al Arbour               | kanadai jégkorongozó és négyszeres Stanley-kupa győztes edző (New York Islanders)                           | 082 |                 |
| augusztus 28.         | Dékány Ágoston          | grafikus, Csepel díszpolgára                                                                                | 067 |                 |
| augusztus 28.         | Tóthpál Gyula           | szlovákiai magyar fotóművész, fotóriporter                                                                  | 073 |                 |
| augusztus 27.         | Matei Boilă             | román politikus, szenátor, görögkatolikus pap                                                               | 089 |                 |
| augusztus 27.         | Pascal Chaumeil         | francia filmrendező                                                                                         | 054 |                 |
| augusztus 26.         | Füzes Endre             | néprajzkutató, a Szentendrei Szabadtéri Néprajzi Múzeum főigazgatója (1986–1995)                            | 083 |                 |
| augusztus 26. (k. n.) | Soós Győző              | üzemmérnök, politikus, országgyűlési képviselő (1994–2006)                                                  | 066 |                 |
| augusztus 25.         | Fejes Endre             | Kossuth- és József Attila-díjas író                                                                         | 091 |                 |
| augusztus 25.         | Mascarenhas             | angolai labdarúgó                                                                                           | 078 | [ halott link ] |
| augusztus 24.         | Bálint Lajos            | erdélyi magyar műszaki szerkesztő                                                                           | 087 | [ 4 ]           |
| augusztus 24.         | Nagy Sándor             | szakszervezeti vezető, politikus, országgyűlési képviselő (1980-1985, 1988–1990, 1994–2006)                 | 068 |                 |
| augusztus 24.         | Justin Wilson           | brit autóversenyző                                                                                          | 037 |                 |
| augusztus 23.         | Guy Ligier              | francia autóversenyző                                                                                       | 085 |                 |
| augusztus 23.         | Szentimrei Judit        | erdélyi magyar néprajzi szakíró, iparművész, főiskolai tanár                                                | 094 | [ 4 ]           |
| augusztus 22.         | Ieng Thirith            | kambodzsai politikus                                                                                        | 083 |                 |
| augusztus 22.         | Sudlik Mária            | operaénekesnő                                                                                               | 073 |                 |
| augusztus 21. (k. n.) | Péter György            | erdélyi magyar közgazdász, szakíró                                                                          | 083 | [ 5 ]           |
| augusztus 20.         | Egon Bahr               | német újságíró, író, politikus                                                                              | 093 |                 |
| augusztus 20.         | Lev Durov               | orosz színész (A tavasz tizenhét pillanata)                                                                 | 083 |                 |
| augusztus 20.         | Köves Iván              | fotográfus, művészettörténész, pedagógus, író, csellista                                                    | 089 |                 |
| augusztus 19.         | Fernand Grosjean        | svájci alpesisíző, olimpikon (1948, 1952)                                                                   | 091 |                 |
| augusztus 19.         | Hernádi Istvánné        | könyvtáros, könyvtárigazgató, a Magyar Könyvtárosok Egyesülete volt alelnöke                                | 075 |                 |
| augusztus 18.         | Háled Aszaád            | szíriai tudós, Palmüra főrégésze                                                                            | 081 |                 |
| augusztus 18.         | Fadil Ahmed al-Hadzsali | iraki katona, az Iszlám Állam egyik vezetője                                                                | 0?  |                 |
| augusztus 18.         | Iklódy János            | fotóriporter                                                                                                | 073 |                 |
| augusztus 17.         | Békés Judit             | az MTA munkatársa, korábban szólótáncos                                                                     | 075 |                 |
| augusztus 17.         | Yvonne Craig            | amerikai színésznő, balett-táncos                                                                           | 078 |                 |
| augusztus 17.         | Fynn Henkel             | német színész                                                                                               | 018 |                 |
| augusztus 17.         | Paskai László           | bíboros, nyugalmazott esztergom-budapesti érsek, ferences szerzetes                                         | 088 |                 |
| augusztus 17.         | Vass Tibor              | ukrajnai magyar építész, politikus, az UMDSZ alelnöke, a Pecserszka Lavra főigazgató-helyettese (1989–2014) | 060 | [ halott link ] |
| augusztus 17. (k. n.) | Ébert Tibor             | szlovákiai magyar író, költő, kritikus, esztéta, zeneművész                                                 | 088 |                 |
| augusztus 16.         | Mile Mrkšić             | szerb katonatiszt, háborús bűnös (vukovári mészárlás)                                                       | 068 |                 |
| augusztus 16. (k. n.) | Darvas Árpád            | plakáttervező, grafikus                                                                                     | 088 |                 |
| augusztus 15.         | Siklósi János           | labdarúgó                                                                                                   | 066 |                 |
| augusztus 15.         | Szende Tamás            | nyelvész, nyugalmazott tanszékvezető egyetemi tanár                                                         | 075 |                 |
| augusztus 14.         | Szabó Géza              | kanonok, újságíró, egyházi vezető, lapszerkesztő                                                            | 084 |                 |
| augusztus 13.         | Poszler György          | Széchenyi-díjas irodalomtörténész, esztéta, az MTA rendes tagja                                             | 084 |                 |
| augusztus 12.         | Jaakko Hintikka         | finn filozófus, az MTA tiszteleti tagja                                                                     | 086 |                 |
| augusztus 12.         | Hunyadvári Erzsébet     | kézilabdázó, Puskás Ferenc özvegye                                                                          | 083 |                 |
| augusztus 12.         | Jankovszky János        | újságíró | 084 |                 |
| augusztus 12.         | Stephen Lewis           | angol színész (A buszon)                                                                                    | 088 |                 |
| augusztus 11.         | Albert Álmos            | erdélyi magyar politikus                                                                                    | 061 |                 |
| augusztus 11.         | Incze Dénes             | erdélyi magyar katolikus pap, szerkesztő                                                                    | 069 |                 |
| augusztus 11.         | Harald Nielsen          | olimpiai ezüstérmes dán labdarúgó                                                                           | 073 |                 |
| augusztus 10.         | Czeizel Endre           | orvos-genetikus, az orvostudományok akadémiai doktora                                                       | 080 |                 |
| augusztus 10. (k. n.) | Juhari Zsuzsanna        | újságíró, blogger                                                                                           | 0?  |                 |
| augusztus 9.          | Ferenczy Annamária      | erdélyi magyar színésznő                                                                                    | 089 |                 |
| augusztus 9.          | Jonathan Ollivier       | angol balett-táncos                                                                                         | 038 |                 |
| augusztus 8.          | Sean Price              | amerikai rapper                                                                                             | 043 |                 |
| augusztus 8.          | Terray László           | evangélikus lelkész, a Norvég Zsidómisszió főtitkára (1967–1981)                                            | 091 |                 |
| augusztus 7.          | Frances Oldham Kelsey   | kanadai származású amerikai fizikus, gyógyszerész                                                           | 101 |                 |
| augusztus 7.          | Lazarovits Ernő         | a Magyarországi Zsidó Hitközségek Szövetsége külügyi vezetője                                               | 091 |                 |
| augusztus 7.          | Prágai Tamás            | József Attila-díjas író, költő                                                                              | 047 |                 |
| augusztus 6.          | Mircea Dobrescu         | olimpiai ezüstérmes (1956) román ökölvívó                                                                   | 084 |                 |
| augusztus 6.          | Mark Sheeler            | amerikai színész (Alfred Hitchcock bemutatja, Chicago Hope Kórház, Megőrülök érted)                         | 092 |                 |
| augusztus 6.          | Szitár Katalin          | irodalomtörténész, egyetemi docens                                                                          | 049 |                 |
| augusztus 5.          | Bonifert Mária          | író, újságíró                                                                                               | 069 |                 |
| augusztus 5.          | Deutsch Róbert          | főrabbi, a Bethlen téri zsinagóga rabbija, a Rabbitestület elnöke, a Rabbiság igazgatója                    | 058 |                 |
| augusztus 3.          | Coleen Gray             | amerikai színésznő (A sarlatán, Gyilkosság)                                                                 | 092 |                 |
| augusztus 3.          | Majla Sándor            | erdélyi magyar író, költő, lapszerkesztő                                                                    | 054 |                 |
| augusztus 2.          | Sammy Cox               | válogatott skót labdarúgó                                                                                   | 091 |                 |
| augusztus 2.          | Piet Fransen            | válogatott holland labdarúgó                                                                                | 079 |                 |
| augusztus 2.          | Natalja Molcsanova      | világrekorder orosz búvár                                                                                   | 053 |                 |
| augusztus 2.          | Soós Zoltán             | költő | 080 |                 |
| augusztus 2.          | Szunics László          | agrármérnök, növénynemesítő                                                                                 | 078 |                 |
| augusztus 1.          | Stephan Beckenbauer     | német labdarúgó, edző                                                                                       | 046 |                 |
| augusztus 1.          | Cilla Black             | angol énekesnő, színésznő                                                                                   | 072 |                 |
| augusztus 1.          | Mózner János            | labdarúgó, edző                                                                                             | 057 |                 |

## Július
| Dátum              | Név                     | Foglalkozás / tisztség                                                                             | Kor | Forrás          |
| ------------------ | ----------------------- | -------------------------------------------------------------------------------------------------- | --- | --------------- |
| július 31.         | Roddy Piper             | kanadai pankrátor, filmszínész (Elpusztíthatatlanok)                                               | 061 |                 |
| július 31.         | Richard Schweiker       | amerikai politikus, szenátor                                                                       | 089 |                 |
| július 31.         | Sinkó László            | Kossuth- és Jászai Mari-díjas színész, rendező, a Nemzet Művésze                                   | 075 |                 |
| július 31. (k. n.) | Homoki Endre            | klarinét- és tárogatóművész                                                                        | 078 | [ halott link ] |
| július 30.         | Lynn Anderson           | Grammy-díjas amerikai country énekesnő, dalszövegíró, lóversenyző                                  | 067 |                 |
| július 30.         | Deák Nagy Imre          | válogatott középtávfutó                                                                            | 060 |                 |
| július 30.         | Alena Vrzáňová          | világ- és Európa-bajnok cseh műkorcsolyázó                                                         | 084 |                 |
| július 30. (k. n.) | Kátay Éva               | válogatott röplabdázó                                                                              | 078 | [ halott link ] |
| július 28.         | Josef Pecanka           | osztrák gyeplabdázó, labdarúgó, edző                                                               | 090 |                 |
| július 27.         | A. P. J. Abdul Kalam    | indiai tudós, politikus, India elnöke (2002–2007)                                                  | 083 |                 |
| július 27.         | Ivan Moravec            | cseh zongoraművész                                                                                 | 084 |                 |
| július 26.         | Bobbi Kristina Brown    | amerikai médiaszemélyiség, énekesnő, Whitney Houston lánya                                         | 022 |                 |
| július 26.         | Vaszilij Picsul         | orosz filmrendező (A kis Vera)                                                                     | 054 |                 |
| július 26. (k. n.) | Botos Antal             | labdarúgóedző (Pécsi Mecsek FC, BFC Siófok)                                                        | 064 |                 |
| július 25.         | Vámos Éva               | történész, muzeológus, egyetemi tanár, az Országos Műszaki Múzeum főigazgatója (1993–2004)         | 065 |                 |
| július 24.         | Joe McMahon             | amerikai televíziós producer                                                                       | 0?  |                 |
| július 24. (k. n.) | Deák Gábor              | pedagógus, könyvtáros, helytörténész, Miskolc díszpolgára                                          | 096 |                 |
| július 23.         | Duró Lajos              | pszichológus                                                                                       | 086 |                 |
| július 23.         | Horváth László          | régész, a Thury György Múzeum igazgatója (1984–2006)                                               | 070 |                 |
| július 23.         | Karátson Gábor          | Kossuth-díjas író, festő, filozófus                                                                | 080 |                 |
| július 23.         | Rabin László            | orvos, politikus, Terézváros alpolgármestere (2002–2010)                                           | 068 |                 |
| július 23.         | William Wakefield Baum  | Washington nyugalmazott püspöke                                                                    | 088 |                 |
| július 22.         | Ács János               | Jászai Mari-díjas rendező, egyetemi tanár                                                          | 066 |                 |
| július 22.         | Mitchell Aliotta        | amerikai zenész (Aliotta Haynes Jeremiah)                                                          | 071 |                 |
| július 22.         | Várnai László           | politikus, polgármester, országgyűlési képviselő (1994–1998)                                       | 064 |                 |
| július 22.         | Horst Walter            | keletnémet válogatott német labdarúgó                                                              | 076 |                 |
| július 21.         | Theodore Bikel          | osztrák születésű amerikai színész, folkénekes, zenész, zeneszerző                                 | 091 |                 |
| július 21.         | Kovácsné Lapu Mária     | pedagógus, Inárcs díszpolgára                                                                      | 0?  |                 |
| július 21.         | Edgar Lawrence Doctorow | amerikai író                                                                                       | 084 |                 |
| július 21.         | Dick Nanninga           | világbajnoki ezüstérmes holland labdarúgó                                                          | 066 |                 |
| július 20.         | Wayne Carson            | amerikai country-zenész, dalszerző (Always on My Mind), producer                                   | 072 |                 |
| július 20.         | Dieter Moebius          | svájci születésű német zenész, a német krautrock mozgalom meghatározó alakja                       | 071 |                 |
| július 20.         | Ráczné Papp Ágnes       | gyógypedagógus, újságíró                                                                           | 064 |                 |
| július 19.         | Al Checco               | amerikai színész, komikus                                                                          | 093 |                 |
| július 19.         | Bernat Martinez         | spanyol motorversenyző                                                                             | 035 |                 |
| július 19.         | Galina Prozumenscsikova | olimpiai bajnok (1964) szovjet-orosz úszó                                                          | 066 |                 |
| július 19.         | Daniel Rivas            | spanyol motorversenyző                                                                             | 027 |                 |
| július 19.         | Gennagyij Szeleznyov    | orosz politikus, az Állami Duma elnöke (1996–2003)                                                 | 067 |                 |
| július 19.         | Vigh József             | politikus, önkormányzati képviselő (Jobbik)                                                        | 047 |                 |
| július 18.         | Koltai Tamás            | újságíró, színikritikus, dramaturg, egyetemi tanár                                                 | 072 |                 |
| július 18.         | Koszta László           | történész                                                                                          | 052 |                 |
| július 18.         | Őri Zoltán              | helytörténész, építészmérnök                                                                       | 088 |                 |
| július 18.         | Alex Rocco              | amerikai színész (A Keresztapa)                                                                    | 079 |                 |
| július 17.         | Jules Bianchi           | francia autóversenyző, Formula–1-es pilóta                                                         | 025 |                 |
| július 17.         | Halák László            | újságíró, a Magyar Televízió főmunkatársa, a MÚOSZ Etikai Bizottságának az elnöke                  | 079 |                 |
| július 17.         | Zsitva Béla             | válogatott jégkorongozó                                                                            | 071 |                 |
| július 16.         | Ferenczi Krisztina      | színésznő, író, újságíró                                                                           | 064 |                 |
| július 16.         | Alcides Ghiggia         | világbajnok (1950) uruguayi labdarúgó, edző                                                        | 088 |                 |
| július 15.         | Aubrey Morris           | brit színész (Mechanikus narancs)                                                                  | 089 |                 |
| július 15.         | Schneider Pál           | labdarúgó, labdarúgó-játékvezető                                                                   | 060 |                 |
| július 14.         | Ismet Hadžić            | jugoszláv válogatott bosnyák labdarúgó                                                             | 061 |                 |
| július 14.         | Marlene Sanders         | amerikai újságíró (ABC News, CBS News)                                                             | 084 |                 |
| július 13.         | Haás Vander Péter       | színész, szinkronszínész                                                                           | 052 |                 |
| július 13.         | Tordasi Ildikó          | olimpiai bajnok (1976) vívó                                                                        | 063 |                 |
| július 13.         | Gerhard Zwerenz         | német író                                                                                          | 090 |                 |
| július 12.         | Milorad Milutinović     | szerb labdarúgó, edző                                                                              | 080 |                 |
| július 11.         | Hussein Fatal           | amerikai rapper (Outlawz)                                                                          | 038 |                 |
| július 11.         | Ivata Szatoru           | japán üzletember, a Nintendo elnöke                                                                | 055 |                 |
| július 10.         | Doór Ferenc             | erdélyi magyar festőművész                                                                         | 097 |                 |
| július 10.         | Kenderes Gábor          | para-erőemelő edző, szövetségi kapitány                                                            | 066 |                 |
| július 10.         | Roger Rees              | walesi, amerikai színész (Spionfióka, Titanic (1996))                                              | 071 |                 |
| július 10.         | Jacques Ripault         | francia építész                                                                                    | 062 |                 |
| július 10.         | Omar Sharif             | Golden Globe-díjas egyiptomi színész (Arábiai Lawrence, Doktor Zsivágó)                            | 083 |                 |
| július 10.         | Jon Vickers             | kanadai születésű operaénekes, az „Isten tenorja”                                                  | 088 |                 |
| július 9.          | Jekatyerina Genyijeva   | orosz irodalomtörténész, a Rudomino Idegennyelvi Könyvtár főigazgatója (1993–2015)                 | 069 |                 |
| július 9.          | Lelik Ferenc            | orvos, Dabas díszpolgára                                                                           | 091 |                 |
| július 8.          | Irwin Keyes             | amerikai színész (Kegyetlen bánásmód, Flintstone család, 1000 halott háza)                         | 063 |                 |
| július 8.          | Vladimir Matijević      | jugoszláv válogatott bosnyák labdarúgó, olimpikon                                                  | 058 |                 |
| július 8. (k. n.)  | Kör Pál                 | újságíró, a Pest Megyei Hírlap volt főszerkesztő-helyettese                                        | 077 |                 |
| július 7.          | Kardeván Andor          | állatorvos, patológus, egyetemi tanár                                                              | 090 |                 |
| július 7.          | Mednyánszky Ági         | színésznő                                                                                          | 088 |                 |
| július 7.          | Anamaria Pop            | román író, műfordító                                                                               | 063 |                 |
| július 7. (k. n.)  | Kiss Árpád              | magyar bajnok, országos csúcstartó tízpróbázó                                                      | 059 |                 |
| július 6.          | Jerry Weintraub         | amerikai filmproducer                                                                              | 077 |                 |
| július 6. (k. n.)  | Gyenes László           | újságíró                                                                                           | 082 |                 |
| július 5.          | Momoi Szakari           | japán korrekorder, a világ legidősebb férfija                                                      | 112 |                 |
| július 5.          | Nagy István             | Széchenyi-díjas villamosmérnök, egyetemi tanár, az MTA rendes tagja                                | 083 |                 |
| július 5.          | Nambu Jóicsiró          | Nobel-díjas japán fizikus                                                                          | 094 |                 |
| július 5.          | Amanda Peterson         | amerikai színésznő                                                                                 | 043 |                 |
| július 5.          | Charanjit Singh         | indiai zenész                                                                                      | 075 |                 |
| július 5. (k. n.)  | Lóránd Ferenc           | pedagógus, a neveléstudomány kandidátusa, az Országos Köznevelési Tanács volt elnöke               | 084 |                 |
| július 4.          | Valdet Gashi            | koszovói származású német kétszeres thaibox-világbajnok, ISIS-aktivista                            | 029 |                 |
| július 4.          | Petelei István          | újságíró                                                                                           | 079 |                 |
| július 4.          | Daniel Quinn            | amerikai színész                                                                                   | 058 |                 |
| július 3.          | Diana Douglas           | bermudai származású amerikai színésznő, Michael Douglas édesanyja, Kirk Douglas első felesége      | 092 |                 |
| július 3.          | Koncsol Judit           | újságíró, a Magyar Televízió munkatársa                                                            | 0?  |                 |
| július 3.          | Móczár László           | professzor, emeritus, a rovarkutatás és fényképezés nemzetközi szaktekintélye                      | 101 |                 |
| július 3.          | Szabad György           | Széchenyi-díjas történész, egyetemi tanár, az MTA rendes tagja, az Országgyűlés elnöke (1990–1994) | 090 |                 |
| július 3.          | Záboji Péter            | üzletember                                                                                         | 0?  |                 |
| július 2.          | Bachman Zoltán          | Kossuth-díjas építész, a nemzet művésze                                                            | 070 |                 |
| július 2.          | Kállai István           | író, dramaturg, humorista, az Operettszínház örökös tagja                                          | 086 |                 |
| július 2.          | Petro Korol             | olimpiai bajnok (1976) szovjet-ukrán súlyemelő                                                     | 074 |                 |
| július 2.          | Piller Sándor           | labdarúgó, edző (Békéscsabai Előre), sportvezető, pedagógus                                        | 082 |                 |
| július 1.          | Robert La Caze          | francia autóversenyző                                                                              | 098 |                 |
| július 1.          | Sergio Sollima          | olasz filmrendező, forgatókönyvíró (Sandokan)                                                      | 094 |                 |
| július 1.          | Sir Nicholas Winton     | brit tőzsdeügynök, humanitárius aktivista, a prágai Kindertransport szervezője                     | 106 |                 |

## Június
| Dátum             | Név                           | Foglalkozás / tisztség                                                                    | Kor | Forrás          |
| ----------------- | ----------------------------- | ----------------------------------------------------------------------------------------- | --- | --------------- |
| június 30.        | Bács Lajos                    | romániai magyar zeneszerző, karmester                                                     | 085 |                 |
| június 30.        | Korondi György                | Liszt Ferenc-díjas operaénekes, érdemes művész                                            | 079 |                 |
| június 30.        | Peták István                  | újságíró, televíziós szerkesztő                                                           | 074 |                 |
| június 29.        | Ladislav Chudík               | szlovák színész (Kórház a város szélén), Szlovákia kulturális minisztere (1989–90)        | 091 |                 |
| június 29.        | Josef Masopust                | Aranylabdás, vb-ezüstérmes csehszlovák válogatott cseh labdarúgó, edző                    | 084 |                 |
| június 29.        | Charles Pasqua                | francia politikus, belügyminiszter (1986–1988, 1993–1995)                                 | 088 |                 |
| június 28.        | Jack Carter                   | amerikai sorozatszínész, műsorvezető                                                      | 093 |                 |
| június 27.        | Chris Squire                  | angol basszusgitáros, énekes, a Yes alapító tagja                                         | 067 |                 |
| június 26.        | Matti Makkonen                | finn mérnök, az SMS megálmodója                                                           | 063 |                 |
| június 26.        | Jevgenyij Primakov            | orosz politikus, diplomata, miniszterelnök (1998–1999)                                    | 085 |                 |
| június 26.        | Kája Saudek                   | cseh képregényrajzoló                                                                     | 080 |                 |
| június 25.        | Bejczy Antal                  | fizikus, űrkutató, a Marsjáró egyik megalkotója                                           | 085 |                 |
| június 25.        | Patrick Macnee                | brit színész (Sherlock Holmes New Yorkban, Halálvágta)                                    | 093 |                 |
| június 25.        | XIX. Nerszész Péter           | az örmény katolikus egyház pátriárkája (1999–2015)                                        | 075 |                 |
| június 24.        | Walter Browne                 | amerikai sakknagymester                                                                   | 066 |                 |
| június 23.        | Molnár Gabriella              | üzletasszony, a Magyar Utazási Irodák Szövetsége elnöke (1999–2014)                       | 0?  |                 |
| június 23.        | Magali Noël                   | francia színésznő (Amarcord), énekes                                                      | 083 |                 |
| június 23.        | Pákozdi László                | ökölvívó olimpikon                                                                        | 065 |                 |
| június 23.        | Dick Van Patten               | amerikai színész (Zöld szója, Űrgolyhók)                                                  | 086 |                 |
| június 22.        | Laura Antonelli               | olasz színésznő                                                                           | 073 |                 |
| június 22.        | Benkő Krisztián               | irodalomtörténész, esztéta, műfordító, projekt/performansz művész                         | 035 |                 |
| június 22.        | Ferenczi László               | író, irodalomtörténész, egyetemi tanár, az MTA doktora                                    | 078 |                 |
| június 22.        | James Horner                  | Oscar-díjas amerikai zeneszerző (Titanic, A rettenthetetlen)                              | 061 |                 |
| június 22.        | Nirmala Joshi                 | indiai római katolikus nővér, a Szeretet Misszionáriusai általános elöljárója (1997–2009) | 080 |                 |
| június 21.        | Fejes Zoltán                  | politikus, Sopron polgármestere (1992–1994)                                               | 066 |                 |
| június 21.        | Pór László                    | birkózó, a Bács-Kiskun Megyei Birkózó Szövetség volt főtitkára                            | 070 |                 |
| június 21.        | Róna Gábor                    | jezsuita szerzetes, a Szeretetláng mozgalom nemzetközi koordinátora (1999–2008)           | 086 |                 |
| június 21.        | Alexander Schalck-Golodkowski | német politikus, helyettes külkereskedelmi miniszter (NDK, 1967–1975)                     | 082 |                 |
| június 21.        | Tony Longo                    | amerikai színész                                                                          | 053 |                 |
| június 20.        | Esther Brand                  | olimpiai bajnok (1952) dél-afrikai magasugrónő                                            | 092 |                 |
| június 20.        | Angelo Niculescu              | román labdarúgó, edző, szövetségi kapitány (1967–1972)                                    | 093 |                 |
| június 20.        | Tungli József                 | szenior atléta (VEDAC), a Veszprém Megyei Sporthivatal volt elnöke                        | 066 |                 |
| június 19.        | James Salter                  | amerikai író                                                                              | 090 |                 |
| június 18.        | Böcker Tivadar                | geológus, hidrogeológus, barlangkutató                                                    | 084 |                 |
| június 18.        | Eisemann László               | labdarúgó, sportmasszőr                                                                   | 061 |                 |
| június 18.        | Pirik József                  | díjugrató, edző                                                                           | 037 |                 |
| június 18.        | Jack Rollins                  | amerikai filmproducer (Éjfélkor Párizsban, Kairó bíbor rózsája)                           | 100 |                 |
| június 18.        | Zlinszky János                | jogtudós, egyetemi tanár, az Alkotmánybíróság tagja (1989–1998)                           | 087 |                 |
| június 17.        | Süleyman Demirel              | török politikus, miniszterelnök, köztársasági elnök (1993–2000)                           | 090 |                 |
| június 17.        | Tanka Dezső                   | patológus, egyetemi tanár                                                                 | 087 |                 |
| június 16.        | Jean Vautrin                  | francia író, forgatókönyvíró, filmrendező                                                 | 082 |                 |
| június 15.        | Koczka György                 | romániai magyar dramaturg, műfordító, szerkesztő                                          | 076 |                 |
| június 15.        | Blaze Starr                   | amerikai burlesque- és sztriptíztáncosnő, színésznő, modell, gemmológus                   | 083 |                 |
| június 15.        | Josef Topol                   | cseh költő, drámaíró, műfordító                                                           | 080 |                 |
| június 14.        | Mucsi Sándor                  | színész                                                                                   | 063 |                 |
| június 14.        | Zito                          | kétszeres világbajnok (1958, 1962) brazil labdarúgó                                       | 082 |                 |
| június 13.        | Bánszky Pál                   | művészettörténész, néprajzkutató                                                          | 085 |                 |
| június 13.        | Big Time Sarah                | amerikai blues énekesnő                                                                   | 062 |                 |
| június 13.        | Blaski János                  | háromszoros Munkácsy Mihály-díjas (1957, 1962, 1968) festőművész, tanár                   | 090 |                 |
| június 13.        | David Faramola Oniya          | nigériai labdarúgó                                                                        | 030 |                 |
| június 13.        | Vecsési Sándor                | Munkácsy-díjas festőművész                                                                | 086 |                 |
| június 12.        | Pogáts Ferenc                 | matematikatanár                                                                           | 082 |                 |
| június 11.        | Ornette Coleman               | amerikai dzsessz-szaxofonos                                                               | 085 |                 |
| június 11.        | Kovácsy Tibor                 | újságíró, szerkesztő                                                                      | 064 |                 |
| június 11.        | Vészi János                   | Balázs Béla-díjas filmrendező, televíziós műsorvezető, producer, színész                  | 061 |                 |
| június 10.        | Hugo Höllenreiner             | szintó cigány, a roma holokauszt (porajmos) túlélője                                      | 081 |                 |
| június 10.        | Wolfgang Jeschke              | német sci-fi-író, szerkesztő                                                              | 078 |                 |
| június 9.         | Helena Curic                  | ausztrál zenész, dalszövegíró, Steel Audrey élettársa                                     | 031 |                 |
| június 9.         | Hutás Imre                    | tüdőgyógyász professzor, egészségügyi miniszter                                           | 089 |                 |
| június 9.         | James Last                    | német zeneszerző és nagyzenekar-vezető                                                    | 086 |                 |
| június 9.         | Fred Anton Maier              | olimpiai bajnok (1968) norvég gyorskorcsolyázó                                            | 076 |                 |
| június 9.         | Steel Audrey                  | kanadai-ausztrál country énekes                                                           | 032 |                 |
| június 8.         | Otakar Hořínek                | olimpiai ezüstérmes (1956) cseh sportlövő                                                 | 086 |                 |
| június 8.         | Carmen de Tommaso             | francia divattervező                                                                      | 105 |                 |
| június 7.         | Sir Christopher Lee           | angol színész (A Gyűrűk Ura, Csillagok háborúja, Az aranypisztolyos férfi)                | 093 |                 |
| június 6.         | Pierre Brice                  | francia színész                                                                           | 086 |                 |
| június 6.         | Szergej Sarikov               | olimpiai bajnok (1996, 2000) orosz vívó                                                   | 040 |                 |
| június 6.         | Ludvík Vaculík                | cseh író                                                                                  | 088 |                 |
| június 5.         | Tarik Aziz                    | iraki politikus, külügyminiszter (1983–1991)                                              | 079 |                 |
| június 5.         | Richard Johnson               | angol színész (Elsöprő túlerő, Zombi)                                                     | 087 |                 |
| június 4.         | Bengt Berndtsson              | válogatott svéd labdarúgó                                                                 | 082 |                 |
| június 4.         | Egervári Ferenc               | labdarúgó-játékvezető                                                                     | 084 |                 |
| június 3.         | Magyari Lajos                 | erdélyi magyar költő, műfordító, közíró                                                   | 072 |                 |
| június 3.         | Rapp Imre                     | válogatott labdarúgó                                                                      | 077 |                 |
| június 2.         | Arató Mátyás                  | Széchenyi-díjas matematikus, egyetemi tanár                                               | 084 |                 |
| június 2.         | Károlyi Pál                   | Erkel Ferenc-díjas zeneszerző                                                             | 080 | [ halott link ] |
| június 2.         | Irwin Rose                    | Nobel-díjas amerikai kémikus                                                              | 088 |                 |
| június 1.         | Charles Kennedy               | brit politikus                                                                            | 055 |                 |
| június 1. (k. n.) | Gál Jenő                      | Harangozó Gyula-díjas táncos, balettmester, az MTF volt főigazgatója                      | 077 |                 |
| június 1. (k. n.) | Somody Kálmán                 | színész, politikus                                                                        | 072 |                 |

## Május
| Dátum             | Név                      | Foglalkozás / tisztség                                                              | Kor | Forrás |
| ----------------- | ------------------------ | ----------------------------------------------------------------------------------- | --- | ------ |
| május 31.         | Mándi Attila             | vegyészmérnök, szabadalmi ügyvivő                                                   | 077 |        |
| május 31.         | Obersovszky Péter        | újságíró, riporter, műsorvezető                                                     | 055 |        |
| május 31.         | Karl Wlaschek            | osztrák üzletember, a Billa alapítója                                               | 097 |        |
| május 30.         | Beau Biden               | amerikai politikus, Joe Biden fia                                                   | 046 |        |
| május 30.         | Dul Dezső                | Ybl Miklós-díjas építészmérnök                                                      | 091 |        |
| május 29.         | Doris Hart               | 35-szörös Grand Slam-győztes amerikai teniszezőnő                                   | 089 |        |
| május 29.         | Betsy Palmer             | amerikai színésznő (Péntek 13.)                                                     | 088 |        |
| május 28.         | Trogmayer Ottó           | Széchenyi-díjas muzeológus, régész, egyetemi tanár                                  | 080 |        |
| május 27.         | Ágotha Margit            | grafikusművész                                                                      | 077 |        |
| május 27.         | Erik Carlsson            | svéd raliversenyző                                                                  | 086 |        |
| május 27.         | Michael Martin           | amerikai filozófus                                                                  | 083 |        |
| május 27.         | Dennis Sheehan           | a U2 menedzsere                                                                     | 068 |        |
| május 26.         | Vicente Aranda           | spanyol filmrendező                                                                 | 088 |        |
| május 26.         | Dobrossy István          | történész, levéltáros                                                               | 069 |        |
| május 26.         | Elek János               | újságíró, televíziós szerkesztő-műsorvezető                                         | 067 |        |
| május 25.         | Mary Ellen Mark          | amerikai fotográfus                                                                 | 075 |        |
| május 24.         | Tanith Lee               | brit sci-fi, horror és fantasy író                                                  | 067 |        |
| május 23.         | Benkő Zoltán             | zongoraművész, zenepedagógus                                                        | 077 |        |
| május 23.         | Anne Meara               | amerikai színésznő (Alf, Ébredések), komika                                         | 086 |        |
| május 23.         | John Forbes Nash         | Nobel-díjas amerikai matematikus                                                    | 086 |        |
| május 23.         | Sulyok Elemér            | bencés szerzetes, teológiaprofesszor, bibliatudós                                   | 073 |        |
| május 22.         | Radomir Naumov           | szerb politikus, miniszter                                                          | 068 |        |
| május 22.         | Jean-Luc Sassus          | válogatott francia labdarúgó                                                        | 052 |        |
| május 22.         | Sztrilich Ágnes          | szociális testvér                                                                   | 072 |        |
| május 22. (k. n.) | Boross István            | kertész, üzletember, az Oázis Kertészet alapítója                                   | 060 |        |
| május 21.         | Derzsi Ede               | román válogatott erdélyi magyar röplabdázó, edző, sportvezető                       | 080 |        |
| május 21.         | Lipusz Zsolt             | publicista, tanár                                                                   | 050 |        |
| május 21.         | Annarita Sidoti          | világ- (1997) és Európa-bajnok (1990, 1998) olasz gyalogló                          | 044 |        |
| május 21.         | Twinkle                  | angol énekesnő, dalszerző                                                           | 066 |        |
| május 20.         | Hidas Pál                | fizikus, az MTA Wigner FK RMI tudományos főmunkatársa                               | 053 |        |
| május 20.         | Mary Ellen Trainor       | amerikai színésznő (Drágán add az életed!, Halálos fegyver)                         | 062 |        |
| május 19.         | Winkler Gábor            | építészmérnök, egyetemi tanár, az MTA doktora                                       | 074 |        |
| május 18.         | Halldór Ásgrímsson       | izlandi politikus, miniszterelnök (2004–2006)                                       | 067 |        |
| május 18.         | Harald Seeger            | német labdarúgó, edző                                                               | 093 |        |
| május 18.         | Tövissi József           | geomorfológus, földrajzi szakíró, egyetemi oktató                                   | 087 |        |
| május 17.         | Kibédi Varga Sándor      | újságíró, író, tanár                                                                | 068 |        |
| május 17.         | Kristóf Attila           | író, újságíró                                                                       | 077 |        |
| május 16.         | Dean Potter              | amerikai extrémsportoló                                                             | 043 |        |
| május 16.         | Dominik Tóth             | szlovák római katolikus prelátus, Pozsony segédpüspöke                              | 089 |        |
| május 15.         | Rex Doyle                | brit színész                                                                        | 080 |        |
| május 15.         | Fellegi Tamás            | újságíró, televíziós rendező                                                        | 085 |        |
| május 15.         | Halmos Vilmos            | zongorista (Benkó Dixieland Band)                                                   | 072 |        |
| május 15.         | Renzo Zorzi              | olasz autóversenyző                                                                 | 068 |        |
| május 14.         | B. B. King               | amerikai bluesgitáros                                                               | 089 |        |
| május 13.         | Abu Alá al-Afari         | iraki katona, az Iszlám Állam második számú vezetője                                | 0?  |        |
| május 12.         | Cecil Jones Attuquayefio | válogatott ghánai labdarúgó és edző                                                 | 070 |        |
| május 12.         | Dedinszky András         | Csány László-díjas okleveles építőmérnök, közlekedési építőmérnöki szakértő         | 070 |        |
| május 12.         | Muzsay András            | zenész, szövegíró, színházi és filmkritikus, újságíró (100 Folk Celsius)            | 069 |        |
| május 12.         | Takács András            | kerékpárversenyző olimpikon                                                         | 070 |        |
| május 11.         | John Hewie               | válogatott skót labdarúgó (Charlton Athletic FC)                                    | 087 |        |
| május 11.         | Tim Nicot                | belga labdarúgó (Beerschot AC)                                                      | 023 |        |
| május 11.         | Pusztai Gyula            | jogász, az Országos Találmányi Hivatal elnöke (1979–1989)                           | 085 |        |
| május 10.         | Balogh Gyula             | a győri női kosárlabdaklub ügyvezetője                                              | 032 |        |
| május 10.         | Chris Burden             | amerikai művész                                                                     | 069 |        |
| május 10.         | Kovács Ferenc            | állatorvos, egyetemi tanár, az MTA rendes tagja                                     | 093 |        |
| május 10.         | Lengyel Márton           | áközgazdász, író, egyetemi tanár                                                    | 074 |        |
| május 10.         | Mario Rodríguez          | válogatott argentin labdarúgó (Independiente)                                       | 077 |        |
| május 9.          | Ballai István            | színművész, a Győri Nemzeti Színház örökös tagja                                    | 091 |        |
| május 9.          | Vincenzo Cosco           | olasz labdarúgóedző                                                                 | 051 |        |
| május 9.          | Dukász Péter             | erdélyi magyar színész                                                              | 060 |        |
| május 9.          | Kenan Evren              | török politikus, köztársasági elnök (1980-1989)                                     | 097 |        |
| május 9.          | Lámfalussy Sándor        | magyar származású belga közgazdász, az MTA külső tagja                              | 086 |        |
| május 9.          | Đorđe Pavlić             | jugoszláv válogatott szerb labdarúgó                                                | 076 |        |
| május 9.          | Elizabeth Wilson         | amerikai színésznő (Madarak, Addams Family – A galád család)                        | 094 |        |
| május 8.          | Mwepu Ilunga             | ANK-győztes (1974) kongói (zairei) labdarúgó                                        | 065 |        |
| május 8.          | Schwanner János          | magyar-chilei labdarúgó, edző                                                       | 094 |        |
| május 7.          | Sam Edwards              | walesi fizikus                                                                      | 087 |        |
| május 6.          | Errol Brown              | brit énekes (Hot Chocolate)                                                         | 071 |        |
| május 5.          | Alföldi László           | geológus, hidrogeológus, a földtudományok doktora, az ELTE címzetes egyetemi tanára | 086 |        |
| május 5.          | Craig Gruber             | amerikai basszusgitáros (Rainbow, Elf)                                              | 063 |        |
| május 4.          | Zsivko Goszpodinov       | válogatott bolgár labdarúgó                                                         | 057 |        |
| május 3.          | Revaz Cseidze            | grúz filmrendező                                                                    | 088 |        |
| május 2.          | Áros Károly              | sportújságíró                                                                       | 074 |        |
| május 2.          | Michael Blake            | Oscar-díjas (1991) amerikai író, forgatókönyvíró (Farkasokkal táncoló)              | 069 |        |
| május 2.          | Maja Pliszeckaja         | orosz balettművésznő                                                                | 089 |        |
| május 2.          | Ruth Rendell             | brit krimiírónő                                                                     | 085 |        |
| május 1.          | Geoff Duke               | brit motorversenyző                                                                 | 092 |        |
| május 1.          | Grace Lee Whitney        | amerikai színésznő (Star Trek)                                                      | 085 |        |

## Április
| Dátum               | Név                  | Foglalkozás / tisztség                                                                     | Kor | Forrás          |
| ------------------- | -------------------- | ------------------------------------------------------------------------------------------ | --- | --------------- |
| április 30.         | Dénes György         | geográfus, jogász, helytörténész                                                           | 091 |                 |
| április 30.         | Ben E. King          | amerikai soul és R&B énekes (Stand by Me)                                                  | 076 |                 |
| április 30.         | Matskássy Imréné     | válogatott labdarúgó                                                                       | 063 |                 |
| április 30.         | Gregory Mertens      | belga labdarúgó                                                                            | 024 |                 |
| április 30.         | Patachou             | francia énekesnő, színésznő                                                                | 096 |                 |
| április 30.         | Nigel Terry          | brit színész (Excalibur, Kolumbusz, a felfedező)                                           | 069 | [ halott link ] |
| április 29.         | François Michelin    | francia üzletember, a Michelin vezérigazgatója (1955–1999)                                 | 088 |                 |
| április 29.         | Vardan Militoszján   | olimpiai ezüstérmes (1976) szovjet-örmény súlyemelő, edző                                  | 064 |                 |
| április 28.         | Jovita Díaz          | argentin énekesnő, színésznő                                                               | 073 |                 |
| április 27.         | Kovács Albert        | kritikus, esztéta, irodalomtörténész, műfordító                                            | 087 |                 |
| április 27.         | Guy LeBlanc          | kanadai zenész, billentyűs (Camel)                                                         | 054 |                 |
| április 27.         | Andrew Lesnie        | Oscar-díjas ausztrál operatőr (A Gyűrűk Ura, Legenda vagyok)                               | 059 |                 |
| április 27.         | Marty Napoleon       | amerikai dzsesszzongorista, zenekarvezető                                                  | 093 |                 |
| április 27.         | Inês Etienne Romeu   | brazil politikai fogoly, a Casa da Morte kínzótábor egyetlen túlélője                      | 072 |                 |
| április 26.         | Izatullo Khajojev    | tádzsik politikus, miniszterelnök (1991–1992)                                              | 078 |                 |
| április 26.         | Kóti Árpád           | Kossuth-díjas színművész, a nemzet színésze                                                | 080 |                 |
| április 25.         | Karl-Otto Alberty    | német színész                                                                              | 091 |                 |
| április 25.         | Don Mankiewicz       | amerikai forgatókönyvíró (Élni akarok!)                                                    | 093 |                 |
| április 25.         | Páll Mónika          | színésznő                                                                                  | 029 |                 |
| április 25. (k. n.) | Selmeczi Marcella    | erdélyi magyar zenepedagógus és zenepedagógiai szakíró                                     | 092 |                 |
| április 24.         | Ember Zoltán         | sorozatgyilkos, a szentkirályszabadjai rém                                                 | 052 |                 |
| április 24.         | Kiss Róbert          | építőmérnök, jogász, országgyűlési képviselő (1990–1998)                                   | 054 |                 |
| április 24.         | Herbert Ninaus       | osztrák-ausztrál labdarúgó, edző                                                           | 078 |                 |
| április 24. (k. n.) | Dombai András        | labdarúgó, edző                                                                            | 083 |                 |
| április 23.         | Aziz Asli            | válogatott iráni labdarúgó                                                                 | 077 |                 |
| április 23.         | Sawyer Sweeten       | amerikai gyerekszínész                                                                     | 019 |                 |
| április 21.         | Konrád Ferenc        | olimpiai (1976), világ- (1973), és Európa-bajnok (1974) vízilabdázó                        | 070 |                 |
| április 21.         | John Moshoeu         | ANK-győztes (1996) dél-afrikai válogatott labdarúgó                                        | 049 |                 |
| április 21.         | Vékás Gusztáv        | jogász, a Magyar Szabadalmi Hivatal volt elnökhelyettese                                   | 074 | ?               |
| április 20.         | Hassan El-Shazly     | válogatott egyiptomi labdarúgó                                                             | 071 |                 |
| április 19.         | Marton István        | Nagykanizsa polgármestere (2006–2010)                                                      | 071 |                 |
| április 19.         | Ribánszki Róbert     | kommunista pártfunkcionárius, diplomata                                                    | 081 | ?               |
| április 18.         | Csűrös Miklós        | József Attila-díjas irodalomtörténész, kritikus, egyetemi tanár                            | 070 |                 |
| április 18.         | Réti Péter           | producer, gyártásvezető                                                                    | 033 |                 |
| április 18.         | Erwin Waldner        | nyugatnémet válogatott német labdarúgó                                                     | 082 |                 |
| április 17.         | Robert P. Griffin    | amerikai politikus, szenátor (1966–1977)                                                   | 091 |                 |
| április 17.         | Jaroslav Holík       | világbajnok (1972) csehszlovák válogatott cseh jégkorongozó                                | 072 |                 |
| április 16.         | Ambrus Tamás         | magyar válogatott vízilabdázó                                                              | 050 |                 |
| április 16.         | Driss Bamous         | válogatott marokkói labdarúgó                                                              | 073 | [ halott link ] |
| április 16.         | Valerij Belouszov    | orosz jégkorongozó, edző                                                                   | 066 |                 |
| április 16.         | Stanislav Gross      | cseh politikus, miniszterelnök (2004–2005)                                                 | 045 |                 |
| április 16.         | Heino Kleiminger     | keletnémet válogatott német labdarúgó                                                      | 076 |                 |
| április 15.         | Szurja Bahadur Thapa | nepáli politikus, miniszterelnök (1963–1964, 1965–1969, 1979–1983, 1997–1998 és 2003–2004) | 088 |                 |
| április 15.         | Jonathan Crombie     | kanadai színész (Anne a Zöld Oromból)                                                      | 048 |                 |
| április 14.         | Lászlóffy Csaba      | erdélyi magyar író, költő                                                                  | 075 |                 |
| április 14.         | Arnold Schütz        | német labdarúgó (Werder Bremen)                                                            | 080 |                 |
| április 14.         | Percy Sledge         | amerikai R’n’B- és soulénekes (When a Man Loves a Woman)                                   | 074 |                 |
| április 13.         | Ronnie Carroll       | északír énekes                                                                             | 080 |                 |
| április 13.         | Eduardo Galeano      | uruguayi író, újságíró                                                                     | 074 |                 |
| április 13.         | Günter Grass         | Nobel-díjas német író                                                                      | 087 |                 |
| április 13.         | Gulácsy Mária        | olimpiai ezüstérmes (1968) tőrvívó                                                         | 073 |                 |
| április 13.         | Thelma Coyne Long    | 19-szeres Grand Slam-győztes ausztrál teniszező                                            | 096 |                 |
| április 13.         | Sipos András         | Balázs Béla-díjas filmrendező                                                              | 078 |                 |
| április 12.         | Jože Ciuha           | szlovén festő, grafikus, illusztrátor                                                      | 090 |                 |
| április 11.         | Kapronczay József    | tanár, országgyűlési képviselő (1990–94)                                                   | 080 | [ halott link ] |
| április 11.         | Ludmann László       | Kossuth-díjas gépészmérnök, feltaláló                                                      | 093 | ?               |
| április 11.         | François Maspero     | francia író, fordító                                                                       | 083 |                 |
| április 10.         | Olekszandr Sipenko   | világbajnok (1982) szovjet válogatott ukrán kézilabdakapus                                 | 056 |                 |
| április 9.          | Gecse Ferenc         | labdarúgó (Salgótarjáni BTC)                                                               | 068 |                 |
| április 9.          | Pap Vera             | Kossuth- és Jászai Mari-díjas színművésznő, érdemes és kiváló művész                       | 059 |                 |
| április 9.          | Sascha Weidner       | német fényképész                                                                           | 040 |                 |
| április 9.          | Záborszky József     | karmester, zenetanár, zeneszerző                                                           | 096 |                 |
| április 8.          | Antall István        | kulturális újságíró, szerkesztő-riporter (Vasárnapi Újság)                                 | 061 |                 |
| április 8.          | Bicskey Lukács       | színész (Argo), rendező                                                                    | 053 |                 |
| április 7.          | Richard Henyekane    | dél-afrikai válogatott labdarúgó                                                           | 031 |                 |
| április 7.          | Kardam               | bolgár herceg                                                                              | 052 |                 |
| április 7.          | Geoffrey Lewis       | amerikai színész (Tango és Cash, Maverick)                                                 | 079 |                 |
| április 6.          | Giovanni Berlinguer  | olasz politikus                                                                            | 090 |                 |
| április 6.          | James Best           | amerikai színész (Hazárd megye lordjai)                                                    | 088 |                 |
| április 5.          | Botár Andor          | agrármérnök, mezőgazdasági szakíró                                                         | 086 |                 |
| április 5.          | Richard Dysart       | amerikai színész (A dolog, Fakó lovas)                                                     | 086 |                 |
| április 5.          | Hani Kjóko           | japán zenepedagógus, műfordító, a Kodály-módszer egyik elterjesztője Japánban              | 085 |                 |
| április 5.          | Ódor Imre            | történész, levéltáros                                                                      | 055 |                 |
| április 5.          | Michel Scheuer       | olimpiai bajnok (1956) német kenus                                                         | 087 |                 |
| április 5.          | Tom Towles           | amerikai színész (Az élőhalottak éjszakája)                                                | 065 |                 |
| április 4.          | Ramón Barreto        | uruguayi nemzetközi labdarúgó-játékvezető                                                  | 075 |                 |
| április 4.          | Bill Ellerington     | angol labdarúgó (Southampton FC)                                                           | 091 |                 |
| április 4.          | Elmer Lach           | kanadai jégkorongozó (Montréal Canadiens)                                                  | 097 |                 |
| április 4.          | Ioan Pușcaș          | román gasztroenterológus                                                                   | 082 |                 |
| április 3.          | Robert Burns         | amerikai dobos, a Lynyrd Skynyrd alapító tagja                                             | 064 |                 |
| április 3.          | Kovács Endre         | orgonaművész, komolyzenei hangversenyrendező és szerkesztő                                 | 078 |                 |
| április 2.          | Natalja Bobrova      | világbajnoki bronzérmes orosz tornász                                                      | 036 |                 |
| április 2.          | Wally Cassell        | amerikai színész                                                                           | 103 |                 |
| április 2.          | Raúl Gorriti         | válogatott perui labdarúgó                                                                 | 058 |                 |
| április 2.          | Manoel de Oliveira   | portugál filmrendező                                                                       | 106 |                 |
| április 2.          | Steve Stevaert       | belga politikus                                                                            | 060 |                 |
| április 1.          | Zdravko-Ćiro Kovačić | olimpiai ezüstérmes (1952, 1956) jugoszláv válogatott horvát vízilabdázó                   | 089 |                 |
| április 1.          | Cynthia Lennon       | John Lennon első felesége                                                                  | 075 |                 |
| április 1.          | Méray Judit          | orvos, aneszteziológus, egyetemi tanár                                                     | 070 |                 |
| április 1.          | Ókava Miszao         | halálakor a világ legidősebb embere                                                        | 117 |                 |
| április 1.          | Nicolae Rainea       | román labdarúgó-játékvezető                                                                | 081 |                 |

## Március
| Dátum              | Név                          | Foglalkozás / tisztség                                                                                               | Kor | Forrás |
| ------------------ | ---------------------------- | --- | --- | ------ |
| március 31.        | Katona János                 | színész | 066 |        |
| március 31.        | Terpó András                 | botanikus, egyetemi tanár                                                                                            | 089 |        |
| március 30.        | Helmut Dietl                 | német rendező és forgatókönyvíró                                                                                     | 070 |        |
| március 30.        | Ingrid van Houten-Groeneveld | holland csillagász                                                                                                   | 093 |        |
| március 30.        | Robert Z'Dar                 | amerikai karakterszínész (Tango és Cash), producer                                                                   | 064 |        |
| március 28.        | Kocsis Imre                  | festő- és grafikusművész, tanszékvezető egyetemi tanár (MKE)                                                         | 075 |        |
| március 28.        | Miroslav Ondříček            | cseh operatőr (Hair, Amadeus)                                                                                        | 080 |        |
| március 28.        | Gene Saks                    | amerikai színházi és filmrendező (Furcsa pár, Mezítláb a parkban)                                                    | 093 |        |
| március 27.        | Rik Battaglia                | olasz színész (Bombajó bokszoló, Egy marék dinamit)                                                                  | 088 |        |
| március 27.        | Kubinyi Anna                 | Kossuth-díjas textilművész                                                                                           | 066 |        |
| március 27.        | Mate Trojanović              | jugoszláv olimpiai bajnok (1952) horvát evezős                                                                       | 084 |        |
| március 26.        | IV. Mar Dinkha               | iraki egyházi személy, az Asszír keleti egyház pátriárkája (1976–2015)                                               | 079 |        |
| március 26.        | Dömölky János                | Balázs Béla-díjas filmrendező                                                                                        | 076 |        |
| március 26.        | Mikó Lőrinc                  | erdélyi magyar jogi közíró, unitárius egyházi tanácsos                                                               | 064 | [ 7 ]  |
| március 26.        | Tomas Tranströmer            | Nobel-díjas svéd költő, műfordító                                                                                    | 083 |        |
| március 25.        | Ivo Garrani                  | olasz színész | 091 |        |
| március 24.        | Scott Clendenin              | amerikai basszusgitáros (Death, Control Denied)                                                                      | 047 |        |
| március 24.        | Maria Radner                 | német operaénekesnő                                                                                                  | 034 |        |
| március 23.        | Küronya Miklós               | hangmérnök (Omega)                                                                                                   | 065 |        |
| március 23.        | Li Kuang-jao                 | szingapúri politikus, miniszterelnök (1959–1990)                                                                     | 091 |        |
| március 23.        | Molnár Lajos                 | orvos, politikus, egészségügyi miniszter (2006–2007)                                                                 | 068 |        |
| március 22.        | Kőszegi Bernadett            | Európa-bajnoki bronzérmes (1977, 1981, 1983) röplabdázó, olimpikon                                                   | 057 |        |
| március 22.        | Peter Pišťanek               | szlovák író | 054 |        |
| március 21.        | Milen Dobrev                 | olimpiai bajnok (2004) bolgár súlyemelő                                                                              | 035 |        |
| március 21.        | Hans Erni                    | svájci grafikai tervező, festő, illusztrátor, szobrász                                                               | 106 |        |
| március 21.        | Jørgen Ingmann               | dán énekes, zenész, az 1963-as Eurovíziós Dalfesztivál győztese                                                      | 089 |        |
| március 21.        | Reszeli Soós István          | labdarúgóedző | 052 |        |
| március 21.        | Alberta Watson               | kanadai színésznő (24)                                                                                               | 060 |        |
| március 20.        | Malcolm Fraser               | ausztrál politikus, miniszterelnök (1975–1983)                                                                       | 084 |        |
| március 20.        | Josef Mikoláš                | világbajnoki ezüstérmes (1961) cseh jégkorongozó                                                                     | 077 |        |
| március 20.        | A. J. Pero                   | amerikai dobos (Twisted Sister, Adrenaline Mob)                                                                      | 055 |        |
| március 20.        | Petr Vopěnka                 | cseh matematikus | 079 |        |
| március 19.        | Gerda van der Kade-Koudijs   | olimpiai bajnok (1948) holland atléta, futó                                                                          | 091 |        |
| március 18.        | Galina Petrova               | orosz balerina | 101 |        |
| március 18.        | Solti Gizella                | iparművész | 083 |        |
| március 17.        | Gereben Ágnes                | irodalomtörténész, műfordító, kritikus, egyetemi tanár                                                               | 067 |        |
| március 16.        | Klinger András               | demográfus, a Központi Statisztikai Hivatal elnökhelyettese (1990–1996)                                              | 085 |        |
| március 16.        | Tari István Gábor            | üzletember | 058 |        |
| március 16.        | Tolnai Miklós                | színművész | 074 |        |
| március 15.        | Antonio Betancort            | válogatott spanyol labdarúgó                                                                                         | 078 |        |
| március 15.        | Mike Porcaro                 | amerikai zenész, a Toto rockzenekar basszusgitárosa                                                                  | 059 |        |
| március 15.        | Somogyi Sándor               | földrajztudós | 089 |        |
| március 14.        | Valentyin Raszputyin         | orosz író | 077 |        |
| március 13.        | Daevid Allen                 | ausztrál költő, gitáros, énekes, zeneszerző és performansz művész                                                    | 077 |        |
| március 13.        | Zofia Kielan-Jaworowska      | lengyel őslénykutató                                                                                                 | 089 |        |
| március 13.        | Maria Vicol                  | kétszeres olimpiai bronzérmes (1960, 1968) román tőrvívó                                                             | 079 |        |
| március 12.        | Michael Graves               | amerikai építész | 080 |        |
| március 12.        | Magda Guzmán                 | mexikói színésznő | 083 |        |
| március 12.        | Horváth János                | magyar-amerikai matematikus, az MTA külső tagja                                                                      | 090 |        |
| március 12.        | Makfalvi Zoltán              | erdélyi magyar geológus, hidrológus, szakíró                                                                         | 078 |        |
| március 12.        | Terry Pratchett              | angol fantasy- és science fiction-író                                                                                | 066 |        |
| március 10.        | Harry Hoffner                | amerikai hettitológus (Chicagói Egyetem)                                                                             | 079 |        |
| március 9.         | Florence Arthaud             | francia vitorlázó | 057 |        |
| március 9.         | Kautz István                 | üzletember, fuvaros, a Masped Rt. elnök-vezérigazgatója                                                              | 067 |        |
| március 9.         | Windell Middlebrooks         | amerikai színész (Zack és Cody a fedélzeten)                                                                         | 036 |        |
| március 9.         | Camille Muffat               | olimpiai bajnok (2012) francia úszó                                                                                  | 025 |        |
| március 9.         | Frei Otto                    | német építész | 089 |        |
| március 9.         | Ivan Tarakanov               | szovjet-orosz nyelvész                                                                                               | 086 |        |
| március 9.         | Alexis Vastine               | olimpiai bronzérmes (2008) francia ökölvívó                                                                          | 028 |        |
| március 8.         | Hans Bielenstein             | svéd sinológus | 094 |        |
| március 8.         | Gere Tibor                   | agrármérnök, egyetemi tanár, a Magyar Tudományos Akadémia doktora                                                    | 077 | ?      |
| március 8.         | Marija Krjucskova            | olimpiai bronzérmes (2004) orosz tornász                                                                             | 026 |        |
| március 8.         | Sam Simon                    | amerikai író, producer (A Simpson család)                                                                            | 059 |        |
| március 7.         | Tacumi Josihiro              | japán képregényalkotó                                                                                                | 079 |        |
| március 6.         | Geréb Attila                 | erdélyi magyar református lelkipásztor és szociográfus                                                               | 079 |        |
| március 5.         | Dirk Shafer                  | amerikai modell, színész                                                                                             | 052 |        |
| március 5.         | Takácsy Gyula                | országgyűlési képviselő (1991–1994)                                                                                  | 078 |        |
| március 2.         | Francisco González Ledesma   | spanyol képregényíró, regényíró, ügyvéd, újságíró                                                                    | 087 |        |
| március 2.         | Dave Mackay                  | válogatott skót labdarúgó, edző                                                                                      | 080 |        |
| március 2. (k. n.) | Pál István                   | Madách-díjas nógrádi pásztor, dudás, a Népművészet Mestere                                                           | 096 |        |
| március 1.         | Guram Minasvili              | olimpiai ezüstérmes (1960) szovjet válogatott grúz kosárlabdázó                                                      | 079 |        |
| március 1.         | Daniel von Bargen            | amerikai színész (Philadelphia – Az érinthetetlen, Rés a pajzson, Elemi ösztön), sorozatszínész (Már megint Malcolm) | 064 |        |
| március 1.         | Chris Welp                   | német kosárlabdázó                                                                                                   | 051 |        |
| március 1.         | Wolfram Wuttke               | Európa-bajnoki (1988) és olimpiai bronzérmes (1988) nyugatnémet válogatott német labdarúgó, edző                     | 053 |        |

## Február
| Dátum               | Név                      | Foglalkozás / tisztség                                                                             | Kor | Forrás |
| ------------------- | ------------------------ | -------------------------------------------------------------------------------------------------- | --- | ------ |
| február 28.         | Clifford Edmund Bosworth | brit történész, orientalista, az MTA tiszteleti tagja                                              | 086 |        |
| február 28.         | Mihajlo Csecsetov        | ukrán politikus                                                                                    | 061 |        |
| február 28.         | Yaşar Kemal              | török író                                                                                          | 091 |        |
| február 27.         | Leonard Nimoy            | amerikai színész (Spock), filmrendező                                                              | 083 |        |
| február 27.         | Borisz Nyemcov           | orosz politikus, képviselő, miniszterelnök-helyettes (1997–1998)                                   | 055 |        |
| február 27. (k. n.) | Póka Eszter              | opera-énekesnő (alt)                                                                               | 072 |        |
| február 26.         | Martin Sten Bentzen      | dán sztárséf                                                                                       | 032 |        |
| február 25.         | Marian Szeja             | olimpiai bajnok (1972) lengyel labdarúgó                                                           | 073 |        |
| február 24.         | Rahat Alijev             | kazak politikus, diplomata, üzletember                                                             | 052 |        |
| február 24.         | Bertrice Small           | amerikai írónő                                                                                     | 077 |        |
| február 24.         | Varga Magda              | opera-énekesnő                                                                                     | 093 |        |
| február 23.         | Ben Woolf                | amerikai színész (Amerikai Horror Story), tanár                                                    | 034 |        |
| február 23.         | Zámbó János              | állami díjas vegyészmérnök                                                                         | 082 |        |
| február 22.         | Pasquale Carminucci      | olimpiai bronzérmes (1960) olasz tornász                                                           | 077 |        |
| február 21.         | Domán István             | főrabbi, történész                                                                                 | 092 |        |
| február 21.         | Fodor Ákos               | költő, műfordító, a haiku mestere                                                                  | 069 |        |
| február 21.         | Alekszej Gubarev         | szovjet űrhajós                                                                                    | 083 |        |
| február 21.         | Komán Mihály             | szovjet-ukrán labdarúgó, edző                                                                      | 086 |        |
| február 21.         | Kovács Endre             | romániai magyar kémiai szakíró, biokémikus, egyetemi tanár                                         | 096 |        |
| február 21.         | Clark Terry              | Grammy-díjas dzsessztrombitás, zeneszerző                                                          | 094 |        |
| február 20.         | Ibrahim Biogradlić       | olimpiai ezüstérmes (1956) jugoszláv-bosnyák labdarúgó                                             | 083 |        |
| február 20.         | Wayne Moore              | olimpiai bajnok (1952) amerikai úszó                                                               | 083 |        |
| február 19.         | Marczin Borbála          | Gulag-túlélő                                                                                       | 087 |        |
| február 19.         | Harris Wittels           | amerikai televíziós producer, forgatókönyvíró                                                      | 030 |        |
| február 19. (k. n.) | Jánosházy György         | erdélyi magyar költő, műfordító, kritikus, szerkesztő                                              | 093 |        |
| február 18.         | Aperianov Zakariás       | versenylovas, idomár                                                                               | 088 |        |
| február 18.         | Asuman Baytop            | török botanikus, farmakológus, növénygyűjtő, egyetemi tanár                                        | 094 |        |
| február 18.         | Claude Criquielion       | világbajnok (1984) belga kerékpárversenyző                                                         | 058 |        |
| február 18. (k. n.) | Földy László             | asztaliteniszező, edző                                                                             | 080 |        |
| február 17.         | Egon Horst               | német labdarúgó (FC Schalke 04, Hamburger SV)                                                      | 076 |        |
| február 17. (k. n.) | Jaczina Róbert           | labdarúgó játékvezető                                                                              | 079 |        |
| február 16.         | Lasse Braun              | olasz filmrendező                                                                                  | 078 |        |
| február 16.         | Carlos de Castro         | uruguayi labdarúgó                                                                                 | 035 |        |
| február 16.         | Lesley Gore              | amerikai énekesnő, dalszövegíró, színésznő, melegjogi aktivista                                    | 068 |        |
| február 16.         | Alekszandr Melentyjev    | olimpiai bajnok (1980) szovjet-kirgiz sportlövő                                                    | 060 |        |
| február 16.         | Lorena Rojas             | mexikói színésznő (Második élet), énekesnő, dalszövegíró                                           | 044 |        |
| február 16.         | Törös Olga               | olimpiai bronzérmes (1936) tornász                                                                 | 100 |        |
| február 16.         | Vámosi András            | Balázs Béla-díjas hangmérnök, filmproducer                                                         | 067 |        |
| február 15.         | Sergio Blanco            | spanyol énekes (Sergio y Estíbaliz)                                                                | 066 |        |
| február 14.         | Michele Ferrero          | olasz üzletember, a Ferrero édességipari cég alapítója és tulajdonosa                              | 089 |        |
| február 14.         | Alan Howard              | brit színész                                                                                       | 077 |        |
| február 14.         | Louis Jourdan            | francia film- és televíziós színész                                                                | 093 |        |
| február 14.         | Kusztos Endre            | erdélyi magyar festőművész, grafikus                                                               | 089 |        |
| február 14.         | Franjo Mihalić           | olimpiai ezüstérmes (1956) jugoszláv hosszútávfutó                                                 | 094 |        |
| február 14.         | Finn Nørgaard            | dán filmrendező                                                                                    | 055 |        |
| február 14.         | Kári á Rógvi             | feröeri politikus, a Sjálvstýrisflokkurin tagja                                                    | 041 |        |
| február 14.         | Wim Ruska                | kétszeres olimpiai bajnok (1972) holland cselgáncsozó                                              | 074 |        |
| február 13.         | Erdélyi Zsuzsanna        | Kossuth-díjas néprajztudós, a Nemzet Művésze                                                       | 094 |        |
| február 13.         | John McCabe              | brit zeneszerző, zongoraművész                                                                     | 075 |        |
| február 12.         | Steve Strange            | brit énekes, zenész, zeneszerző, a Visage együttes alapítója                                       | 055 |        |
| február 12. (k. n.) | Mercz Árpád              | főiskolai tanár, borász, borászati szakíró, Budafok-Tétény díszpolgára                             | 096 |        |
| február 11.         | Özgecan Aslan            | török egyetemista                                                                                  | 019 |        |
| február 11.         | Beöthy Tamás             | jezsuita szerzetes                                                                                 | 087 |        |
| február 11.         | Ricardo Palacios         | spanyol színész (Volt egyszer egy Vadnyugat)                                                       | 074 |        |
| február 11.         | Cs. Erdős Tibor          | erdélyi magyar festőművész, a Kolozsvári Állami Magyar Színház vezető díszlettervezője (1959–1974) | 100 |        |
| február 10.         | Izsóf Vilmos             | színész, szinkronszínész                                                                           | 075 |        |
| február 10.         | Uhrin Benedek            | előadóművész                                                                                       | 092 |        |
| február 10.         | Manfred Wagner           | német labdarúgó (1860 München)                                                                     | 076 |        |
| február 9.          | Kálmán Tünde             | grafikus, tipográfus                                                                               | 049 |        |
| február 9.          | Abdul Rauf molla         | az Iszlám Állam egyik vezetője                                                                     | 0?  |        |
| február 8.          | Banovich Tamás           | filmrendező, forgatókönyvíró, díszlet- és jelmeztervező                                            | 089 |        |
| február 8.          | Tamás Attila             | irodalomtörténész, kritikus, egyetemi tanár                                                        | 084 |        |
| február 7.          | René Lavand              | argentin mágus, illuzionista                                                                       | 086 |        |
| február 7.          | Marshall Rosenberg       | amerikai pszichológus, az erőszakmentes kommunikáció megalkotója                                   | 080 |        |
| február 6.          | Ambrus Tamás (Dj Julian) | lemezlovas, producer, zenei szerkesztő                                                             | 035 |        |
| február 6.          | Ásszija Dzsebár          | algériai írónő, fordító és filmkészítő                                                             | 078 |        |
| február 6.          | Máriáss Melinda          | színésznő                                                                                          | 061 |        |
| február 6. (k. n.)  | Bogyirka Emil            | történész, muzeológus, a Pesterzsébeti Múzeum igazgatója (1973–2003)                               | 0?  |        |
| február 5.          | Henri Coppens            | válogatott belga labdarúgó, edző                                                                   | 084 |        |
| február 5.          | Val Logsdon Fitch        | Nobel-díjas amerikai fizikus                                                                       | 091 |        |
| február 5.          | Schweitzer József        | Széchenyi-díjas országos magyar főrabbi (1985–1997), egyetemi tanár                                | 092 |        |
| február 4.          | Richard Bonehill         | brit színész, kaszkadőr (Ki vagy, doki?, Csillagok háborúja VI: A jedi visszatér)                  | 067 |        |
| február 3.          | Nagy Lajos               | fotóművész                                                                                         | 088 |        |
| február 3.          | Ion Nunweiller           | válogatott román labdarúgó                                                                         | 079 |        |
| február 3. (k. n.)  | Kovár Gyula              | sportújságíró, sportvezető, politikus                                                              | 068 |        |
| február 3. (k. n.)  | Sziray József            | villamosmérnök, egyetemi docens, a műszaki tudományok kandidátusa                                  | 069 |        |
| február 2.          | Joseph Alfidi            | amerikai zongoraművész, zeneszerző, karmester                                                      | 065 |        |
| február 2.          | Bitskey Tibor            | színművész, a nemzet színésze                                                                      | 085 |        |
| február 2.          | Karl-Erik Palmér         | világbajnoki bronzérmes (1950) svéd labdarúgó                                                      | 085 |        |
| február 2.          | Henryk Szczepański       | válogatott lengyel labdarúgó, edző                                                                 | 081 |        |
| február 2. (k. n.)  | Moravetz Ferenc          | sportvezető, a cselgáncsozók szövetségi kapitánya                                                  | 077 |        |
| február 2. (k. n.)  | Nagy János               | énekművész                                                                                         | 056 |        |
| február 2. (k. n.)  | Zsakó Magdolna           | erdélyi magyar tanár, útleíró                                                                      | 095 | [ 8 ]  |
| február 1.          | Aldo Ciccolini           | olasz születésű francia zongoraművész                                                              | 089 |        |
| február 1.          | Udo Lattek               | német labdarúgó, edző                                                                              | 080 |        |

## Január
| Dátum              | Név                          | Foglalkozás / tisztség                                                                                             | Kor | Forrás          |
| ------------------ | ---------------------------- | --- | --- | --------------- |
| január 31.         | Diego de Leo                 | mexikói és olasz labdarúgó-játékvezető                                                                             | 093 |                 |
| január 31.         | Gordon Zsuzsa                | kétszeres Jászai Mari-díjas színésznő, érdemes művész                                                              | 085 |                 |
| január 31.         | Richard von Weizsäcker       | német politikus, a Német Szövetségi Köztársaság elnöke (1984–1994)                                                 | 094 |                 |
| január 30.         | Joó Ernő                     | gazdaság- és helytörténész, a Minisztertanács Tanácsi Hivatalának volt osztályvezetője, Budafok-Tétény díszpolgára | 091 |                 |
| január 30.         | Geraldine McEwan             | angol színésznő (Robin Hood, a tolvajok fejedelme, Marple)                                                         | 082 |                 |
| január 30.         | Gerrit Voorting              | olimpiai ezüstérmes (1948) holland kerékpárversenyző                                                               | 092 |                 |
| január 30.         | Zselju Zselev                | bolgár politikus, Bulgária elnöke (1990–1997)                                                                      | 079 |                 |
| január 29.         | Amparo Baró                  | spanyol színésznő                                                                                                  | 077 |                 |
| január 29.         | Walter Glechner              | válogatott osztrák labdarúgó                                                                                       | 075 |                 |
| január 29.         | Kővári Péter                 | újságíró, szerkesztő, rendező, az MTV alelnöke (1998–1999), címzetes docens                                        | 072 | [ halott link ] |
| január 29.         | Colleen McCullough           | ausztrál írónő (Tövismadarak)                                                                                      | 077 |                 |
| január 29.         | Rod McKuen                   | amerikai költő, énekes, dalszerző                                                                                  | 081 |                 |
| január 29.         | Várady Viktória              | színésznő | 040 |                 |
| január 29.         | Israel Yinon                 | izraeli karmester                                                                                                  | 059 |                 |
| január 28.         | Alberto Cardaccio            | válogatott uruguayi labdarúgó                                                                                      | 065 |                 |
| január 28.         | Yves Chauvin                 | Nobel-díjas francia kémikus                                                                                        | 084 |                 |
| január 28.         | Karácsony Ernő               | erdélyi örmény származású magyar festőművész                                                                       | 047 |                 |
| január 28.         | Jaswant Singh Rajput         | olimpiai bajnok (1948) indiai gyeplabdajátékos                                                                     | 088 |                 |
| január 28.         | Thomas Schreiber             | magyar származású francia külpolitikai újságíró                                                                    | 086 |                 |
| január 27.         | Wilfred Agbonavbare          | nigériai válogatott labdarúgó (Rayo Vallecano)                                                                     | 048 |                 |
| január 27.         | Szent-Györgyi András         | amerikai magyar biológus, az MTA tiszteleti tagja                                                                  | 090 |                 |
| január 27.         | Charles Hard Townes          | Nobel-díjas amerikai fizikus                                                                                       | 099 |                 |
| január 26.         | Béky Gellért                 | jezsuita szerzetes, pap, teológus, egyetemi tanár                                                                  | 090 |                 |
| január 26.         | Katus László                 | történész | 087 |                 |
| január 26.         | Kertes László                | labdarúgó, edző | 077 |                 |
| január 26.         | Lucjan Lis                   | olimpiai ezüstérmes (1972) lengyel kerékpárversenyző                                                               | 064 |                 |
| január 25.         | László János                 | pszichológus, egyetemi tanár, az MTA doktora                                                                       | 067 |                 |
| január 25.         | Richard McBrien              | amerikai római katolikus pap, teológus, egyetemi tanár                                                             | 078 |                 |
| január 25.         | Demis Roussos                | görög énekes, az Aphrodite’s Child frontembere                                                                     | 068 |                 |
| január 25.         | Tóth Titusz                  | színművész | 071 |                 |
| január 24.         | Bódis Gyula                  | ökölvívóedző (Vasas SC)                                                                                            | 078 |                 |
| január 24.         | Otto Carius                  | második világháborús német harckocsizóász                                                                          | 092 |                 |
| január 24.         | Toller Cranston              | olimpiai bronzérmes (1976) kanadai műkorcsolyázó                                                                   | 065 |                 |
| január 24.         | Johan Ferner                 | olimpiai ezüstérmes (1952) norvég vitorlázó                                                                        | 087 |                 |
| január 24.         | Joan Serra                   | spanyol vízilabdázó                                                                                                | 087 |                 |
| január 23.         | Abdullah                     | szaúdi király (2005–2015)                                                                                          | 090 |                 |
| január 23.         | Berényi Ottó                 | színész | 088 |                 |
| január 23.         | Barrie Ingham                | brit színész | 082 |                 |
| január 22.         | Boda Domokos                 | Széchenyi-díjas orvos, gyermekgyógyász, egyetemi tanár                                                             | 093 |                 |
| január 22.         | Wendell H. Ford              | politikus, az USA egykori szenátora (1974–1999)                                                                    | 090 |                 |
| január 22.         | Gross Arnold                 | a Nemzet Művésze címmel kitüntetett, Kossuth-díjas grafikus                                                        | 086 |                 |
| január 21.         | Leon Brittan                 | brit politikus, belügyminiszter (1983–1985), az Európai Bizottság alelnöke (1999)                                  | 075 |                 |
| január 20.         | Edgar Froese                 | német zenész (Tangerine Dream)                                                                                     | 070 |                 |
| január 20.         | Naszlady Attila              | orvos, kardiológus, a Budai Irgalmasrendi Kórház főigazgatója (1996–2006), az MTA doktora                          | 083 |                 |
| január 20.         | S. Nagy István               | EMeRTon-díjas dalszövegíró                                                                                         | 081 |                 |
| január 20.         | Simon Ferenc                 | szobrászművész | 092 |                 |
| január 20.         | Szaitó Hitosi                | kétszeres olimpiai bajnok (1984, 1988) japán cselgáncsozó                                                          | 054 |                 |
| január 19.         | Farkas Magda                 | pedagógiai és lélektani szakíró                                                                                    | 082 | [ 9 ]           |
| január 19.         | Vlagyimir Keszarev           | Európa-bajnok (1960) szovjet-orosz labdarúgó                                                                       | 084 |                 |
| január 19.         | Kötő József                  | erdélyi magyar dramaturg, színháztörténész, politikus                                                              | 075 | [ 10 ]          |
| január 19.         | Robert Manzon                | francia Formula–1-es autóversenyző                                                                                 | 097 |                 |
| január 19.         | Peter Wallenberg             | svéd diplomata, üzletember, bankár, nagyiparos, politikus                                                          | 088 |                 |
| január 18.         | Tony Verna                   | amerikai tv-producer, a televíziós visszajátszás feltalálója                                                       | 081 |                 |
| január 18.         | Szűts László                 | nyelvész, az MTA Nyelvtudományi Intézet tudományos osztályvezetője, a Pázmány Péter Katolikus Egyetem tanára       | 077 |                 |
| január 17.         | Faten Hamama                 | egyiptomi színésznő                                                                                                | 083 |                 |
| január 17.         | Origa                        | orosz énekesnő | 044 |                 |
| január 17.         | Greg Plitt                   | amerikai színész                                                                                                   | 037 |                 |
| január 16.         | Miriam Akavia                | lengyel származású izraeli írónő, műfordító                                                                        | 087 |                 |
| január 16.         | Ray Lumpp                    | olimpiai bajnok (1948) amerikai kosárlabdázó                                                                       | 091 |                 |
| január 16.         | Louis Martin                 | olimpiai ezüst- (1964) és bronzérmes (1960) jamaicai születésű brit súlyemelő                                      | 078 |                 |
| január 16.         | Petrovits László             | fotóriporter | 088 |                 |
| január 16.         | Somorjai József              | énektanár | 100 |                 |
| január 16.         | Zalán Katalin M. Luciána     | a Szatmári Irgalmas Nővérek magyarországi tartományfőnöknője (1990–2002)                                           | 089 |                 |
| január 15.         | Karel Lichtnégl              | olimpiai ezüstérmes (1964) csehszlovák válogatott cseh labdarúgó                                                   | 078 |                 |
| január 15.         | Tarnóczy Szabolcs            | újságíró, politikus, a kuruc.info munkatársa                                                                       | 057 |                 |
| január 14.         | Andrassew Iván               | író, újságíró, a Népszava főmunkatársa                                                                             | 062 |                 |
| január 14.         | Kászoni Zoltán               | romániai magyar halbiológus, halászipari szakmérnök, vadbiológus és szakíró                                        | 086 |                 |
| január 14.         | Darren Shahlavi              | iráni születésű brit színész, harcművész, kaszkadőr                                                                | 042 |                 |
| január 13.         | Ralph Faudree                | amerikai matematikus                                                                                               | 075 |                 |
| január 13.         | Győrfi András                | zenész (Ossian) | 0?  |                 |
| január 13.         | H. Wesley Kenney             | amerikai televíziós rendező, producer, forgatókönyvíró                                                             | 089 |                 |
| január 13.         | Trevor Ward-Davies (Dozy)    | brit basszusgitáros (Dave Dee, Dozy, Beaky, Mick & Tich együttes)                                                  | 070 |                 |
| január 13. (k. n.) | Simándi Júlia                | újságíró | 062 |                 |
| január 12.         | Köves Judit                  | külpolitikai újságíró, a Népszava főmunkatársa                                                                     | 085 |                 |
| január 12.         | Oberfrank Géza               | karmester | 078 |                 |
| január 12.         | Jelena Obrazcova             | orosz operaénekes (mezzoszoprán)                                                                                   | 075 |                 |
| január 12.         | Pingiczer Csaba              | színművész | 032 |                 |
| január 12.         | Darrell Winfield             | amerikai farmer, modell, reklámszínész ("Marlboro Man")                                                            | 085 |                 |
| január 11.         | Buzánszky Jenő               | olimpiai bajnok (1952) és világbajnoki ezüstérmes (1954) labdarúgó, edző, sportvezető, a nemzet sportolója         | 089 |                 |
| január 11.         | Anita Ekberg                 | svéd színésznő, modell                                                                                             | 083 |                 |
| január 11.         | Karel Kraft                  | cseh tanár, eszperantista, műfordító                                                                               | 088 |                 |
| január 11.         | Fritz Pott                   | válogatott német labdarúgó, edző                                                                                   | 075 |                 |
| január 10.         | Békefi Antal Attila          | zenepedagógus | 065 |                 |
| január 10.         | Brian Clemens                | brit televíziós író                                                                                                | 083 |                 |
| január 10.         | Hankiss Elemér               | Széchenyi-díjas szociológus, irodalomtörténész, filozófus, egyetemi tanár                                          | 086 |                 |
| január 10.         | Jim Hogan                    | Európa-bajnok (1966) ír hosszútávfutó                                                                              | 081 |                 |
| január 10.         | Junior Malanda               | belga labdarúgó | 020 |                 |
| január 10.         | Pásztor Emil                 | Széchenyi-díjas orvos, ideggyógyász, idegsebész, az MTA rendes tagja                                               | 088 |                 |
| január 10.         | Francesco Rosi               | olasz filmrendező, forgatókönyvíró                                                                                 | 092 |                 |
| január 10.         | Robert Stone                 | amerikai író | 077 |                 |
| január 9.          | Angelo Anquilletti           | Európa-bajnok (1968) olasz labdarúgó                                                                               | 071 |                 |
| január 9.          | Amedy Coulibaly              | szomáliai származású francia terrorista                                                                            | 032 |                 |
| január 9.          | Chérif Kouachi               | francia muszlim terrorista testvérpár, a Charlie Hebdo elleni merénylet elkövetői                                  | 032 |                 |
| január 9.          | Saïd Kouachi                 | francia muszlim terrorista testvérpár, a Charlie Hebdo elleni merénylet elkövetői                                  | 034 |                 |
| január 9.          | Nagygyörgy László Vendel     | cisztercita szerzetes, pap, a Pápai Magyar Intézet rektorhelyettese (1972–73)                                      | 083 |                 |
| január 9.          | Józef Oleksy                 | lengyel politikus, miniszterelnök (1995–1996)                                                                      | 068 |                 |
| január 9.          | Réti Ervin                   | külpolitikai újságíró                                                                                              | 086 |                 |
| január 8.          | Lasztovicza Jenő             | politikus, országgyűlési képviselő                                                                                 | 053 |                 |
| január 8.          | Richard Meade                | háromszoros olimpiai bajnok brit díjlovas                                                                          | 076 |                 |
| január 7.          | Cabu (Jean Cabut)            | francia karikaturista                                                                                              | 076 |                 |
| január 7.          | Charb (Stéphane Charbonnier) | francia újságíró, karikaturista                                                                                    | 047 |                 |
| január 7.          | Tadeusz Konwicki             | lengyel író, forgatókönyvíró, filmrendező                                                                          | 088 |                 |
| január 7.          | Bernard Maris                | francia közgazdász, újságíró                                                                                       | 068 |                 |
| január 7.          | Márton Zoltán                | erdélyi magyar politikus, polgármester, a Magyar Polgári Párt alelnöke, a Székely Nemzeti Tanács alelnöke          | 046 |                 |
| január 7.          | Jean-Paul Parisé             | kanadai jégkorongozó                                                                                               | 073 |                 |
| január 7.          | Rod Taylor                   | ausztrál színész                                                                                                   | 084 |                 |
| január 7.          | Tignous (Bernard Velhac)     | francia karikaturista                                                                                              | 057 |                 |
| január 7.          | Georges Wolinski             | francia karikaturista, képregényíró                                                                                | 080 |                 |
| január 6.          | Vlastimil Bubník             | olimpiai bronzérmes (1964) cseh jégkorongozó és Európa-bajnoki (1960) bronzérmes labdarúgó                         | 083 |                 |
| január 6.          | Erményi Lajos                | bíró, a Legfelsőbb Bíróság főtitkára (2002–2009)                                                                   | 065 |                 |
| január 6.          | Michał Hernik                | lengyel motorversenyző                                                                                             | 039 |                 |
| január 6. (k. n.)  | Hingl László                 | kenus, edző | 069 |                 |
| január 5.          | Jean-Pierre Beltoise         | francia motor- és autóversenyző                                                                                    | 077 |                 |
| január 5.          | Khan Bonfils                 | angol színész (Baljós árnyak, Batman: Kezdődik!, Skyfall)                                                          | 042 |                 |
| január 5.          | Pino Daniele                 | olasz énekes, dalszerző                                                                                            | 059 |                 |
| január 5.          | Francesca Hilton             | amerikai fotós, színésznő, médiaszemélyiség, Gábor Zsazsa lánya                                                    | 067 |                 |
| január 4.          | Gaszan Magomedov             | orosz labdarúgó (FK Anzsi Mahacskala)                                                                              | 020 |                 |
| január 4.          | Stuart Scott                 | amerikai sportkommentátor, műsorvezető (ESPN)                                                                      | 049 |                 |
| január 4.          | René Vautier                 | francia filmrendező                                                                                                | 086 |                 |
| január 4.          | Zsombolyai János             | Balázs Béla-díjas filmrendező, operatőr, egyetemi tanár                                                            | 075 |                 |
| január 3.          | Edward Brooke                | amerikai politikus és ügyvéd, Massachusetts szenátora (1967–1979)                                                  | 095 |                 |
| január 3.          | Olga Knyazeva                | olimpiai bajnok (1976) orosz tőrvívó                                                                               | 060 |                 |
| január 3.          | Jouko Törmänen               | olimpiai bajnok (1980) finn síugró                                                                                 | 060 |                 |
| január 3. (k. n.)  | Leyrer Richárd               | jogász, a MOB alelnöke, a Nemzetközi Kick-box Szövetség és a Magyar Kick-box Szövetség elnöke                      | 066 |                 |
| január 2.          | Abu Anasz al-Líbi            | líbiai Al-Káida vezető, az 1998-as amerikai nagykövetségek elleni bombamerényletek gyanúsítottja                   | 050 |                 |
| január 2.          | Dallos Ibolya                | bábszínésznő, játékmester, rendezőasszisztens                                                                      | 072 |                 |
| január 2.          | Dragon György                | újságíró (GameStar, PC Guru), játékfejlesztő, író, zenész, rádiós                                                  | 048 |                 |
| január 2.          | Pásztor István               | kerékpárversenyző, olimpikon, edző                                                                                 | 089 |                 |
| január 2.          | Arpád Račko                  | magyarországi születésű szlovák szobrász                                                                           | 084 |                 |
| január 2.          | Stéger László                | pedagógus, kézilabdaedző                                                                                           | 088 |                 |
| január 1.          | Ulrich Beck                  | német szociológus                                                                                                  | 070 |                 |
| január 1.          | Mario Cuomo                  | amerikai politikus, New York állam kormányzója (1983–1994)                                                         | 082 |                 |
| január 1.          | Donna Douglas                | amerikai színésznő                                                                                                 | 082 |                 |
| január 1.          | Omar Karami                  | libanoni politikus, miniszterelnök (1990–1992, 2004–2005)                                                          | 080 |                 |
| január 1.          | Géry Leuliet                 | francia pap, Amiens püspöke, a világ legidősebb katolikus püspöke                                                  | 104 |                 |
| január 1.          | Lóránd Hanna                 | Jászai Mari-díjas színésznő, Ruttkai Ottó özvegye                                                                  | 087 |                 |
| január 1.          | Drahoslav Machala            | szlovák író, újságíró, Robert Fico tanácsadója                                                                     | 067 |                 |
| január 1.          | Borisz Morukov               | orosz orvos, tudós, űrhajós                                                                                        | 064 |                 |
| január 1.          | Ninón Sevilla                | kubai-mexikói színésznő                                                                                            | 085 |                 |
| január 1.          | Szirmay Márta                | opera- (mezzoszoprán) és dzsesszénekesnő                                                                           | 076 |                 |

## Állatok
| Dátum        | Név      | Foglalkozás / tisztség                   | Kor | Forrás |
| ------------ | -------- | ---------------------------------------- | --- | ------ |
| augusztus 7. | Uggie    | filmszínész kutya (Jack Russell terrier) | 012 |        |
| július 6.    | Cecil    | illegálisan kilőtt zimbabwei oroszlán    | 013 |        |
| július 1.    | Overdose | magyar versenyló                         | 010 |        |